# Seleucidische Rijk

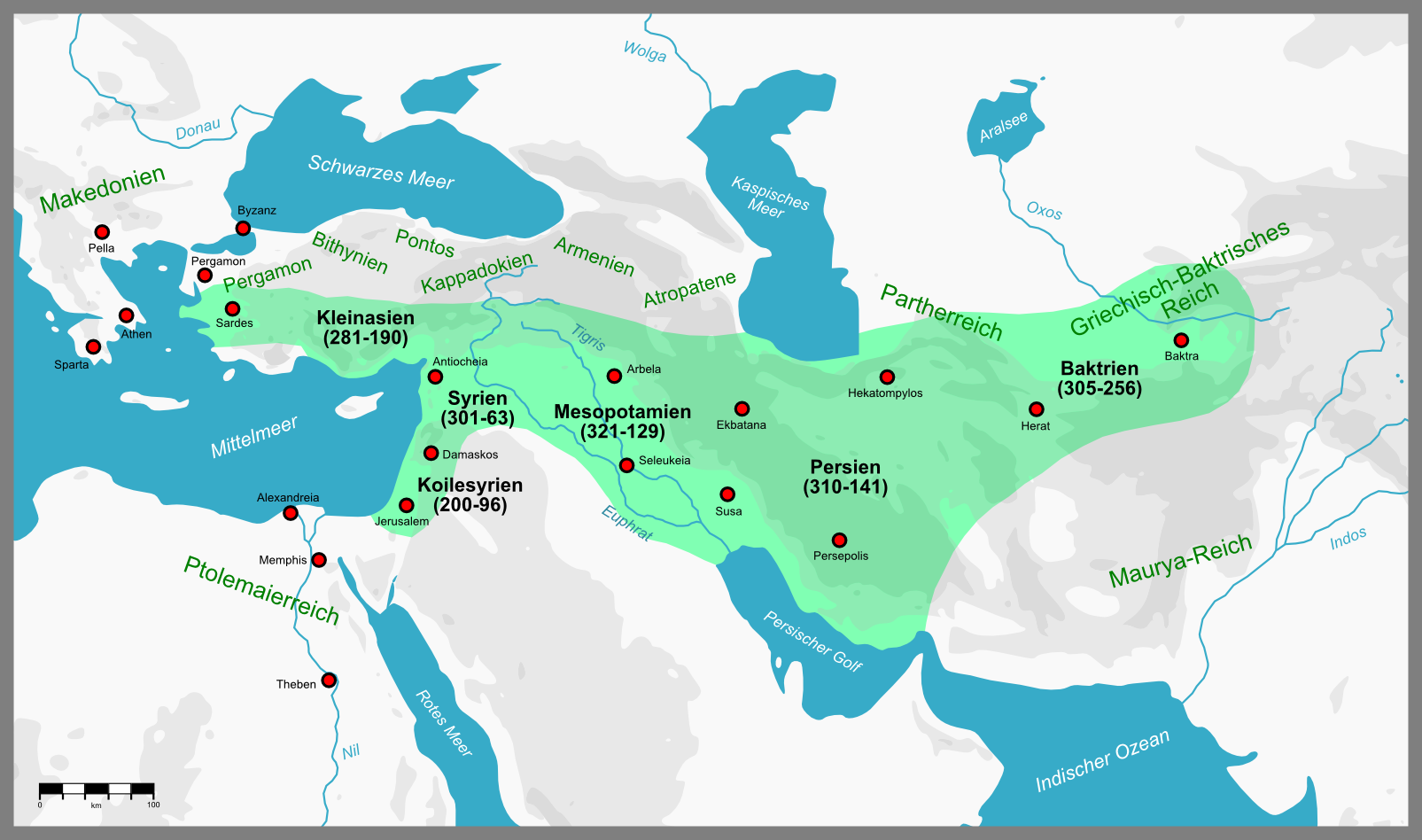
De gebieden die -in verschillende tijdvakken- het Seleucidische Rijk vormden.

Het Seleucidische Rijk of Seleukidische Rijk (Oudgrieks Ἀρχή Σελεύκεια / Archè Seleúkeia) was het grootste diadochenrijk (opvolgersstaat van het Macedonische Rijk van Alexander de Grote) in het Nabije Oosten van 311 tot 63 v.Chr., ten tijde van het hellenisme.

## Geschiedenis

### Stichting (~320-281 v.Chr.)
Het koninkrijk werd gesticht door Seleucus I Nicator (Nicator betekent "de Overwinnaar") (ca. 358-281 v.Chr.). Hij was een van de diadochen (generaals) van Alexander de Grote († 323 v.Chr.), die na diens dood satraap (gouverneur) werd van Babylonië in 321 of 320 v.Chr. Tijdens de Tweede Diadochenoorlog werd Seleucus door Antigonos I Monophthalmos verdreven, en moest vluchten naar het Egyptische hof, waar Ptolemaeus I Soter hem onderdak bood en generaal in zijn leger maakte.
In de Derde Diadochenoorlog versloegen Ptolemaeus en Seleucus samen Antigonos' zoon Demetrios Poliorketes in de Slag bij Gaza (312 v.Chr.), waarna Seleucus spoedig zijn positie als satraap van Babylonië herwon. Deze gebeurtenissen werden daarmee het beginjaar van de Seleucidische jaartelling, die nog eeuwenlang in het Nabije Oosten zou worden gebruikt. Antigonos en Demetrios trachtten tijdens de Babylonische Oorlog (311-309 v.Chr.) hem opnieuw te verslaan, en betraden zelfs Babylon, maar moesten uiteindelijk de aftocht blazen. Ondertussen had Seleucus zich meester gemaakt van Perzië (310 v.Chr.). 
Tijdens de Vierde Diadochenoorlog voegde Seleucus daar nog Baktrië aan toe en viel het Indiase Maurya-rijk binnen, maar trok zich na vredesonderhandelingen terug. Seleucus stond al het door Alexander veroverde gebied ten zuiden van de Hindoekoesj en in de Indusvallei af. In ruil kreeg hij van de Indische keizer Chandragupta Maurya 500 krijgsolifanten ten geschenke (305 v.Chr.). Datzelfde jaar riep Seleucus zich uit tot koning, zoals ook Antigonos en Demetrios een jaar eerder hadden gedaan nadat zij Cyprus hadden veroverd op Ptolemaeus.
Seleucus stichtte verscheidene steden, waaronder Seleucia aan de Tigris in Babylonië (rond 305 v.Chr.), Antiochië en de havenstad Seleucia Pieria in Syrië.
Het definitieve einde van het Macedonische Rijk kwam met de Slag bij Ipsos in 301 v.Chr., waarbij Antigonos sneuvelde en Demetrios verloor van de tegen hen gesloten diadochencoalitie, die de resten van Alexanders imperium onderling verdeelden. Seleucus voegde Syrië toe aan zijn grondgebied.  Seleucus en Lysimachus van Thracië bevochten elkaar voor het vrij gekomen gebied in Anatolië. Tijdens de Slag bij Corupedium (281 v.Chr.) sneuvelde de laatst genoemde. Hiermee strekte zijn imperium zich uit van Thracië tot het huidige Oezbekistan. Lang zal de vreugde niet duren, want korte tijd nadien werd Seleucus vermoord.

### Geleidelijk verval
Seleucus' opvolger Antiochus I Soter bestendigde een eeuw lang vrede met Macedonië door zijn zuster aan Antigonos II Gonatas uit te huwelijken. In 276 v.Chr. wist Antiochus binnenvallende Galaten te verslaan in de Olifantenslag, waardoor hij zijn naam Soter ("redder") verwierf. Hij stichtte veel steden in het oosten van het Seleucidenrijk. De kwestie Syrië na de Slag bij Ipsos was nog niet uitgeklaard en leidde tot de Eerste Syrische Oorlog. De Syrische oorlogen (274-168 v.Chr.) waren zes oorlogen tegen de Ptolemaëen en speelden een belangrijke rol in het verval van het Seleucidische Rijk. In 261 v.Chr. werd hij verslagen door Eumenes I van Pergamon, dat zich had afgescheiden.
Rond 256 v.Chr. kwam Diodotus I, de Seleucidische gouverneur van de oostelijke provincie Bactrië, in opstand tegen Antiochus II, tijdens de Tweede Syrische Oorlog (260-253 v.Chr.). Diodotus kroonde zichzelf tot koning van Bactrië, waarmee hij als de stichter wordt beschouwd van het Grieks-Bactrisch koninkrijk. De opeenvolgende Bactrische vorsten waren niet alleen in staat de meeste Seleucidische aanvallen af te slaan, maar wisten ook hun koninkrijk flink uit te breiden, ten koste van de Seleuciden in het westen en verschillende Indische rijken in het oosten. De Bactrische Koning Demetrius I trok zelfs met een groot leger naar het oosten, waar hij grote delen van het Indiase Sungarijk in de Indus-Gangesvlakte veroverde. De Tweede Syrische Oorlog werd beëindigd met het huwelijk tussen Antiochus II en Berenice Syra, de dochter van Ptolemaeus II Philadelphus. In 250 scheidde ook Parthië zich af van het Seleucidische Rijk.
Antiochus II liet twee vrouwen na, Laodice en Berenice. Beide schoven hun zonen naar voor. Berenice riep de hulp in van haar broer Ptolemaeus III Euergetes I, de Derde Syrische Oorlog (246-241 v.Chr.). Alsof het nog niet genoeg was, kwam de andere broer van Seleucus II Callinicus, Antiochus Hiërax in opstand (239-226). De Ptolemaeën en Attaliden pikten delen van Klein-Azië in en aan de andere kant van het rijk begon de Seleucidische–Parthische oorlogen (238-129 v.Chr.). 

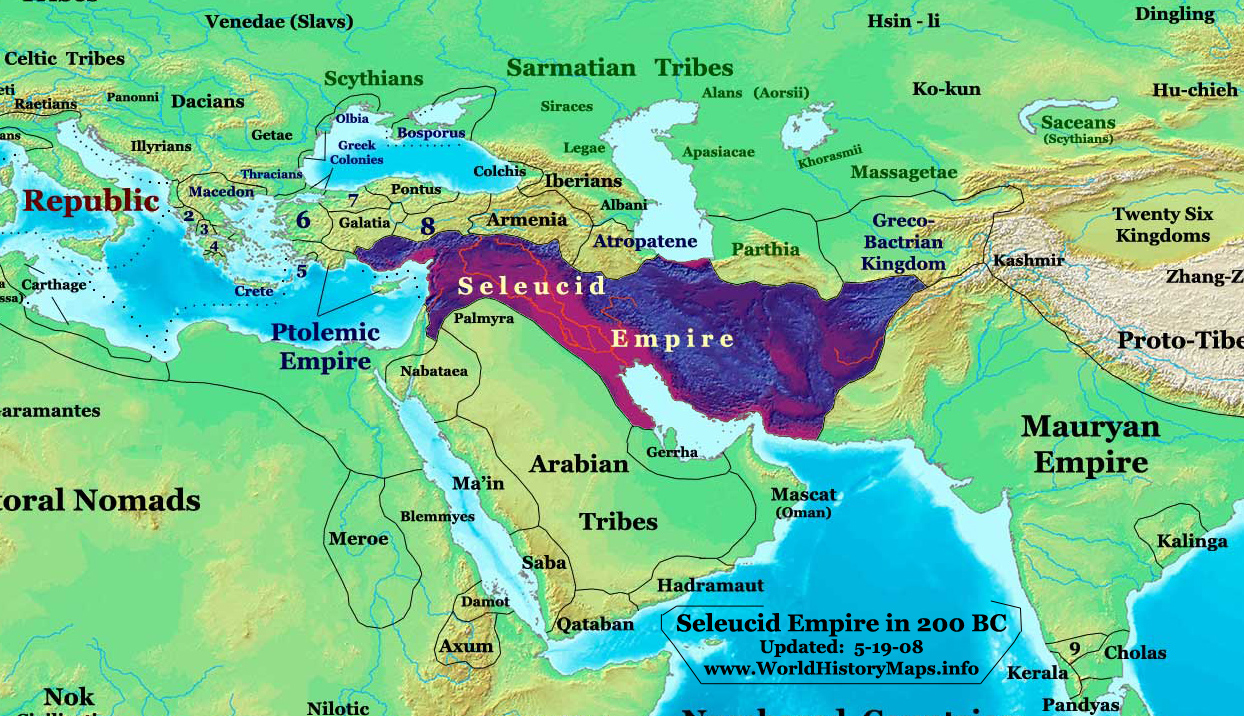
Het Seleucidische Rijk in 200 v.Chr. onder Antiochus de Grote.

Pas onder Antiochus III de Grote werd het Seleucidische Rijk weer tot enige roem hersteld. Hij ondernam verscheidene veldtochten naar Parthië en Baktrië, maar kon deze gebieden niet heroveren. Wel veroverde hij tijdens de Vierde en Vijfde Syrische Oorlog het zuiden van Syrië en Palestina op de Ptolemaeën. Antiochus' inmenging in de Macedonische Oorlogen tegen Rome was echter rampzalig: hij moest in 188 v.Chr. bij de Vrede van Apamea Seleucidisch Klein-Azië prijsgeven.
Seleucus IV Philopator, opvolger en zoon van Antiochus, moest grote schatting betalen aan de Romeinen. Zijn idee was dit te betalen met geld uit de Joodse tempel. Kort nadien werd hij vermoord. Zijn broer Antiochus IV mengde zich in de troonstrijd in Egypte, dit leidde tot de Zesde Syrische Oorlog. Toen Antiochus IV Egypte binnenviel riepen de Ptolemaëers de hulp in van Rome en moest hij zich terugtrekken. Het conflict met de Joden was nog niet gaan liggen en de Makkabese opstand brak los.
Demetrius I Soter, zoon van Seleucus IV Philopator schakelde zijn neef Antiochus V Eupator uit, versloeg Judas Makkabeüs in 160 en bedreigde opnieuw Egypte. De vazallen van Rome vonden een stroman en zetten Alexander Balas op de troon. 

### Ondergang
Na veel moeite heroverde Demetrius II Nicator, de zoon van Demetrius I, de troon. Intussen hadden de Parthen van de onrust gebruik gemaakt om de resterende oostelijke gebieden over te nemen (Perzië). Demetrius II riposteerde met de Seleucidisch-Parthische Oorlogen, maar werd in 139 gevangengenomen. Zijn broer, Antiochus VII Euergetes Sidetes zette de strijd verder, maar kwam om in de Slag bij Ecbatana in 129. Zo bleven van het Seleucidische Rijk ten slotte alleen Syrië en Palestina over.
Cleopatra Thea was getrouwd geweest met de vorige drie heersers en had van alle drie kinderen, zij was ook verbonden met de Ptolemaeën uit Egypte, die hun steentje zullen bijdragen in de anarchie die volgde. In 114 v.Chr. ontstond er een dynastiek geschil tussen de halfbroers (en neven) Antiochus VIII Grypus en Antiochus IX Cyzicenus dat nooit meer echt beslecht zou worden. Eindeloze conflicten tussen deze twee linies van het vorstenhuis en tussen de vijf zonen van Grypus onderling bepaalden de laatste decennia. Ondertussen ontstond er een onafhankelijk rijk der Hasmoneeën.
De dynastieke onenigheden gaven een buitenstaander, de Armeense vorst Tigranes II, de gelegenheid het rijk te bezetten. Hij was zelfs in eerste instantie door de wanhopige Syriërs te hulp geroepen om orde op zaken te komen stellen. Omdat hij een bondgenoot van Rome's vijand Mithridates VI van Pontus was raakte ook Rome in de Syrische warboel betrokken. Zij dreven Tigranes terug naar de Armeense bergen en zetten nog een paar telgen uit het Seleucidenhuis op de troon, maar dit leidde uiteindelijk tot de definitieve ondergang in 64 v.Chr., toen de Romeinen door het optreden van Pompeius hun gezag vestigden in wat nog van het ooit machtige rijk resteerde: Syrië, voortaan de Romeinse provincia Syria.

## Lijst van koningen uit het huis der Seleuciden
- Seleucus I Nicator (Satraap 312 - 305 v.Chr., Koning 305 v.Chr. - 280 v.Chr.)
- Antiochus I Soter (mederegent sinds 291, regeerde 280 - 261 v.Chr.)
- Antiochus II Theos (261 - 246 v.Chr.)
- Seleucus II Callinicus ( 246 - 225 v.Chr.)
- Seleucus III Ceraunus (of Soter) ( 225 - 223 v.Chr.)
- Antiochus III de Grote (223 - 187 v.Chr.)
- Seleucus IV Philopator (187 - 175 v.Chr.)
- Antiochus IV Epiphanes (175 - 164 v.Chr.)
- Antiochus V Eupator (164 - 162 v.Chr.)
- Demetrius I Soter (162 - 150 v.Chr.)
- Alexander I Balas (154 - 145 v.Chr.)
- Demetrius II Nicator (145 - 138 v.Chr.)
- Antiochus VI Dionysus (of Epiphanes) (145 - 140 v.Chr.?)
- Diodotus Tryphon (140? - 138 v.Chr.)
- Antiochus VII Euergetes Sidetes (138 - 129 v.Chr.)
- Demetrius II Nicator (opnieuw, 129 - 126 v.Chr.)
- Alexander II Zabinas (129 - 123 v.Chr.)
- Cleopatra Thea (126 - 123 v.Chr.)
- Seleucus V Philometor (126/125 v.Chr.)
- Antiochus VIII Grypus (125 - 96 v.Chr.)
- Antiochus IX Cyzicenus (114 - 96 v.Chr.)
- Demetrius III Eucaerus (of Philopator) (97/96-87 v.Chr.)
- Seleucus VI Epiphanes Nicator (96 - 94 v.Chr.)
- Antiochus XI Epiphanes Philadelphus (ca.95 - 93/92 v.Chr.)
- Philippus I Philadelphus (ca.95 - 75 v.Chr.)
- Antiochus X Eusebes Philopator (95 - 88 v.Chr.)
- Antiochus XII Dionysus (87 - 83)
- (Tigranes II van Armenië) (83 - 69 v.Chr.)
- Antiochus XIII Asiaticus (69 - 63 v.Chr.)

- (Annexatie door de Romeinen)

## Stamboom van de Seleuciden
|                                                         |                                                         |                                                         |                                                         |                                                         |                                                         |  |  |                                                               |                                                               |                                                               |                                                               |                                                               |                                                               |  |  |                                                                        |                                                                        |                                                                        |                                                                        |                                                                        |                                                                        |  |  | Seleucus                                                                                     |                                                                                              |                                                                                              |                                                                                              |                                                                                              |                                                                                              |  |  |                                                                                         |                                                                                         |                                                                                         |                                                                                         |                                                                                         |                                                                                         |  |  |                                                                        |                                                                        |                                                                        |                                                                        |                                                                        |                                                                        |  |  |                                                       |                                                       |                                                       |                                                       |                                                       |                                                       |  |  |                                                                          |                                                                          |                                                                          |                                                                          |                                                                          |                                                                          |  |  |                                                     |                                                     |                                                     |                                                     |                                                     |                                                     |
|                                                         |                                                         |                                                         |                                                         |                                                         |                                                         |  |  |                                                               |                                                               |                                                               |                                                               |                                                               |                                                               |  |  |                                                                        |                                                                        |                                                                        |                                                                        |                                                                        |                                                                        |  |  |                                                                                              |                                                                                              |                                                                                              |                                                                                              |                                                                                              |                                                                                              |  |  |                                                                                         |                                                                                         |                                                                                         |                                                                                         |                                                                                         |                                                                                         |  |  |                                                                        |                                                                        |                                                                        |                                                                        |                                                                        |                                                                        |  |  |                                                       |                                                       |                                                       |                                                       |                                                       |                                                       |  |  |                                                                          |                                                                          |                                                                          |                                                                          |                                                                          |                                                                          |  |  |                                                     |                                                     |                                                     |                                                     |                                                     |                                                     |
|                                                         |                                                         |                                                         |                                                         |                                                         |                                                         |  |  |                                                               |                                                               |                                                               |                                                               |                                                               |                                                               |  |  |                                                                        |                                                                        |                                                                        |                                                                        |                                                                        |                                                                        |  |  |                                                                                              |                                                                                              |                                                                                              |                                                                                              |                                                                                              |                                                                                              |  |  |                                                                                         |                                                                                         |                                                                                         |                                                                                         |                                                                                         |                                                                                         |  |  |                                                                        |                                                                        |                                                                        |                                                                        |                                                                        |                                                                        |  |  |                                                       |                                                       |                                                       |                                                       |                                                       |                                                       |  |  |                                                                          |                                                                          |                                                                          |                                                                          |                                                                          |                                                                          |  |  |                                                     |                                                     |                                                     |                                                     |                                                     |                                                     |
|                                                         |                                                         |                                                         |                                                         |                                                         |                                                         |  |  |                                                               |                                                               |                                                               |                                                               |                                                               |                                                               |  |  | Laodice van Macedonië                                                  | Laodice van Macedonië                                                  | Laodice van Macedonië                                                  | Laodice van Macedonië                                                  | Laodice van Macedonië                                                  | Laodice van Macedonië                                                  |  |  | Antiochus                                                                                    | Antiochus                                                                                    | Antiochus                                                                                    | Antiochus                                                                                    | Antiochus                                                                                    | Antiochus                                                                                    |  |  | Ptolemaeus somatophylax                                                                 | Ptolemaeus somatophylax                                                                 | Ptolemaeus somatophylax                                                                 | Ptolemaeus somatophylax                                                                 | Ptolemaeus somatophylax                                                                 | Ptolemaeus somatophylax                                                                 |  |  |                                                                        |                                                                        |                                                                        |                                                                        |                                                                        |                                                                        |  |  |                                                       |                                                       |                                                       |                                                       |                                                       |                                                       |  |  |                                                                          |                                                                          |                                                                          |                                                                          |                                                                          |                                                                          |  |  |                                                     |                                                     |                                                     |                                                     |                                                     |                                                     |
|                                                         |                                                         |                                                         |                                                         |                                                         |                                                         |  |  |                                                               |                                                               |                                                               |                                                               |                                                               |                                                               |  |  | Laodice van Macedonië                                                  | Laodice van Macedonië                                                  | Laodice van Macedonië                                                  | Laodice van Macedonië                                                  | Laodice van Macedonië                                                  | Laodice van Macedonië                                                  |  |  | Antiochus                                                                                    | Antiochus                                                                                    | Antiochus                                                                                    | Antiochus                                                                                    | Antiochus                                                                                    | Antiochus                                                                                    |  |  | Ptolemaeus somatophylax                                                                 | Ptolemaeus somatophylax                                                                 | Ptolemaeus somatophylax                                                                 | Ptolemaeus somatophylax                                                                 | Ptolemaeus somatophylax                                                                 | Ptolemaeus somatophylax                                                                 |  |  |                                                                        |                                                                        |                                                                        |                                                                        |                                                                        |                                                                        |  |  |                                                       |                                                       |                                                       |                                                       |                                                       |                                                       |  |  |                                                                          |                                                                          |                                                                          |                                                                          |                                                                          |                                                                          |  |  |                                                     |                                                     |                                                     |                                                     |                                                     |                                                     |
|                                                         |                                                         |                                                         |                                                         |                                                         |                                                         |  |  |                                                               |                                                               |                                                               |                                                               |                                                               |                                                               |  |  |                                                                        |                                                                        |                                                                        |                                                                        |                                                                        |                                                                        |  |  |                                                                                              |                                                                                              |                                                                                              |                                                                                              |                                                                                              |                                                                                              |  |  |                                                                                         |                                                                                         |                                                                                         |                                                                                         |                                                                                         |                                                                                         |  |  |                                                                        |                                                                        |                                                                        |                                                                        |                                                                        |                                                                        |  |  |                                                       |                                                       |                                                       |                                                       |                                                       |                                                       |  |  |                                                                          |                                                                          |                                                                          |                                                                          |                                                                          |                                                                          |  |  |                                                     |                                                     |                                                     |                                                     |                                                     |                                                     |
|                                                         |                                                         |                                                         |                                                         |                                                         |                                                         |  |  |                                                               |                                                               |                                                               |                                                               |                                                               |                                                               |  |  |                                                                        |                                                                        |                                                                        |                                                                        |                                                                        |                                                                        |  |  |                                                                                              |                                                                                              |                                                                                              |                                                                                              |                                                                                              |                                                                                              |  |  |                                                                                         |                                                                                         |                                                                                         |                                                                                         |                                                                                         |                                                                                         |  |  |                                                                        |                                                                        |                                                                        |                                                                        |                                                                        |                                                                        |  |  |                                                       |                                                       |                                                       |                                                       |                                                       |                                                       |  |  |                                                                          |                                                                          |                                                                          |                                                                          |                                                                          |                                                                          |  |  |                                                     |                                                     |                                                     |                                                     |                                                     |                                                     |
|                                                         |                                                         |                                                         |                                                         |                                                         |                                                         |  |  |                                                               |                                                               |                                                               |                                                               |                                                               |                                                               |  |  | 1.Apame dochter van Spitamenes satraap van Sogdiana                    | 1.Apame dochter van Spitamenes satraap van Sogdiana                    | 1.Apame dochter van Spitamenes satraap van Sogdiana                    | 1.Apame dochter van Spitamenes satraap van Sogdiana                    | 1.Apame dochter van Spitamenes satraap van Sogdiana                    | 1.Apame dochter van Spitamenes satraap van Sogdiana                    |  |  | Seleucus I Nicator koning van het Seleucidische Rijk 305-281 v.Chr.                          | Seleucus I Nicator koning van het Seleucidische Rijk 305-281 v.Chr.                          | Seleucus I Nicator koning van het Seleucidische Rijk 305-281 v.Chr.                          | Seleucus I Nicator koning van het Seleucidische Rijk 305-281 v.Chr.                          | Seleucus I Nicator koning van het Seleucidische Rijk 305-281 v.Chr.                          | Seleucus I Nicator koning van het Seleucidische Rijk 305-281 v.Chr.                          |  |  | 2.Stratonice van Syrië dochter van Demetrius I koning van Macedonië                     | 2.Stratonice van Syrië dochter van Demetrius I koning van Macedonië                     | 2.Stratonice van Syrië dochter van Demetrius I koning van Macedonië                     | 2.Stratonice van Syrië dochter van Demetrius I koning van Macedonië                     | 2.Stratonice van Syrië dochter van Demetrius I koning van Macedonië                     | 2.Stratonice van Syrië dochter van Demetrius I koning van Macedonië                     |  |  | Didymeia                                                               | Didymeia                                                               | Didymeia                                                               | Didymeia                                                               | Didymeia                                                               | Didymeia                                                               |  |  |                                                       |                                                       |                                                       |                                                       |                                                       |                                                       |  |  |                                                                          |                                                                          |                                                                          |                                                                          |                                                                          |                                                                          |  |  |                                                     |                                                     |                                                     |                                                     |                                                     |                                                     |
|                                                         |                                                         |                                                         |                                                         |                                                         |                                                         |  |  |                                                               |                                                               |                                                               |                                                               |                                                               |                                                               |  |  | 1.Apame dochter van Spitamenes satraap van Sogdiana                    | 1.Apame dochter van Spitamenes satraap van Sogdiana                    | 1.Apame dochter van Spitamenes satraap van Sogdiana                    | 1.Apame dochter van Spitamenes satraap van Sogdiana                    | 1.Apame dochter van Spitamenes satraap van Sogdiana                    | 1.Apame dochter van Spitamenes satraap van Sogdiana                    |  |  | Seleucus I Nicator koning van het Seleucidische Rijk 305-281 v.Chr.                          | Seleucus I Nicator koning van het Seleucidische Rijk 305-281 v.Chr.                          | Seleucus I Nicator koning van het Seleucidische Rijk 305-281 v.Chr.                          | Seleucus I Nicator koning van het Seleucidische Rijk 305-281 v.Chr.                          | Seleucus I Nicator koning van het Seleucidische Rijk 305-281 v.Chr.                          | Seleucus I Nicator koning van het Seleucidische Rijk 305-281 v.Chr.                          |  |  | 2.Stratonice van Syrië dochter van Demetrius I koning van Macedonië                     | 2.Stratonice van Syrië dochter van Demetrius I koning van Macedonië                     | 2.Stratonice van Syrië dochter van Demetrius I koning van Macedonië                     | 2.Stratonice van Syrië dochter van Demetrius I koning van Macedonië                     | 2.Stratonice van Syrië dochter van Demetrius I koning van Macedonië                     | 2.Stratonice van Syrië dochter van Demetrius I koning van Macedonië                     |  |  | Didymeia                                                               | Didymeia                                                               | Didymeia                                                               | Didymeia                                                               | Didymeia                                                               | Didymeia                                                               |  |  |                                                       |                                                       |                                                       |                                                       |                                                       |                                                       |  |  |                                                                          |                                                                          |                                                                          |                                                                          |                                                                          |                                                                          |  |  |                                                     |                                                     |                                                     |                                                     |                                                     |                                                     |
|                                                         |                                                         |                                                         |                                                         |                                                         |                                                         |  |  |                                                               |                                                               |                                                               |                                                               |                                                               |                                                               |  |  |                                                                        |                                                                        |                                                                        |                                                                        |                                                                        |                                                                        |  |  |                                                                                              |                                                                                              |                                                                                              |                                                                                              |                                                                                              |                                                                                              |  |  |                                                                                         |                                                                                         |                                                                                         |                                                                                         |                                                                                         |                                                                                         |  |  |                                                                        |                                                                        |                                                                        |                                                                        |                                                                        |                                                                        |  |  |                                                       |                                                       |                                                       |                                                       |                                                       |                                                       |  |  |                                                                          |                                                                          |                                                                          |                                                                          |                                                                          |                                                                          |  |  |                                                     |                                                     |                                                     |                                                     |                                                     |                                                     |
|                                                         |                                                         |                                                         |                                                         |                                                         |                                                         |  |  |                                                               |                                                               |                                                               |                                                               |                                                               |                                                               |  |  |                                                                        |                                                                        |                                                                        |                                                                        |                                                                        |                                                                        |  |  |                                                                                              |                                                                                              |                                                                                              |                                                                                              |                                                                                              |                                                                                              |  |  |                                                                                         |                                                                                         |                                                                                         |                                                                                         |                                                                                         |                                                                                         |  |  |                                                                        |                                                                        |                                                                        |                                                                        |                                                                        |                                                                        |  |  |                                                       |                                                       |                                                       |                                                       |                                                       |                                                       |  |  |                                                                          |                                                                          |                                                                          |                                                                          |                                                                          |                                                                          |  |  |                                                     |                                                     |                                                     |                                                     |                                                     |                                                     |
|                                                         |                                                         |                                                         |                                                         |                                                         |                                                         |  |  |                                                               |                                                               |                                                               |                                                               |                                                               |                                                               |  |  | Stratonice van Syrië dochter van Demetrius I koning van Macedonië      | Stratonice van Syrië dochter van Demetrius I koning van Macedonië      | Stratonice van Syrië dochter van Demetrius I koning van Macedonië      | Stratonice van Syrië dochter van Demetrius I koning van Macedonië      | Stratonice van Syrië dochter van Demetrius I koning van Macedonië      | Stratonice van Syrië dochter van Demetrius I koning van Macedonië      |  |  | (1) Antiochus I Soter koning van het Seleucidische Rijk 281-261 v.Chr.                       | (1) Antiochus I Soter koning van het Seleucidische Rijk 281-261 v.Chr.                       | (1) Antiochus I Soter koning van het Seleucidische Rijk 281-261 v.Chr.                       | (1) Antiochus I Soter koning van het Seleucidische Rijk 281-261 v.Chr.                       | (1) Antiochus I Soter koning van het Seleucidische Rijk 281-261 v.Chr.                       | (1) Antiochus I Soter koning van het Seleucidische Rijk 281-261 v.Chr.                       |  |  | (1) Achaeus de Oudere landbezitter in Klein-Azië                                        | (1) Achaeus de Oudere landbezitter in Klein-Azië                                        | (1) Achaeus de Oudere landbezitter in Klein-Azië                                        | (1) Achaeus de Oudere landbezitter in Klein-Azië                                        | (1) Achaeus de Oudere landbezitter in Klein-Azië                                        | (1) Achaeus de Oudere landbezitter in Klein-Azië                                        |  |  | (2) Phila ∞ Antigonus II Gonatas koning van Macedonië                  | (2) Phila ∞ Antigonus II Gonatas koning van Macedonië                  | (2) Phila ∞ Antigonus II Gonatas koning van Macedonië                  | (2) Phila ∞ Antigonus II Gonatas koning van Macedonië                  | (2) Phila ∞ Antigonus II Gonatas koning van Macedonië                  | (2) Phila ∞ Antigonus II Gonatas koning van Macedonië                  |  |  |                                                       |                                                       |                                                       |                                                       |                                                       |                                                       |  |  |                                                                          |                                                                          |                                                                          |                                                                          |                                                                          |                                                                          |  |  |                                                     |                                                     |                                                     |                                                     |                                                     |                                                     |
|                                                         |                                                         |                                                         |                                                         |                                                         |                                                         |  |  |                                                               |                                                               |                                                               |                                                               |                                                               |                                                               |  |  | Stratonice van Syrië dochter van Demetrius I koning van Macedonië      | Stratonice van Syrië dochter van Demetrius I koning van Macedonië      | Stratonice van Syrië dochter van Demetrius I koning van Macedonië      | Stratonice van Syrië dochter van Demetrius I koning van Macedonië      | Stratonice van Syrië dochter van Demetrius I koning van Macedonië      | Stratonice van Syrië dochter van Demetrius I koning van Macedonië      |  |  | (1) Antiochus I Soter koning van het Seleucidische Rijk 281-261 v.Chr.                       | (1) Antiochus I Soter koning van het Seleucidische Rijk 281-261 v.Chr.                       | (1) Antiochus I Soter koning van het Seleucidische Rijk 281-261 v.Chr.                       | (1) Antiochus I Soter koning van het Seleucidische Rijk 281-261 v.Chr.                       | (1) Antiochus I Soter koning van het Seleucidische Rijk 281-261 v.Chr.                       | (1) Antiochus I Soter koning van het Seleucidische Rijk 281-261 v.Chr.                       |  |  | (1) Achaeus de Oudere landbezitter in Klein-Azië                                        | (1) Achaeus de Oudere landbezitter in Klein-Azië                                        | (1) Achaeus de Oudere landbezitter in Klein-Azië                                        | (1) Achaeus de Oudere landbezitter in Klein-Azië                                        | (1) Achaeus de Oudere landbezitter in Klein-Azië                                        | (1) Achaeus de Oudere landbezitter in Klein-Azië                                        |  |  | (2) Phila ∞ Antigonus II Gonatas koning van Macedonië                  | (2) Phila ∞ Antigonus II Gonatas koning van Macedonië                  | (2) Phila ∞ Antigonus II Gonatas koning van Macedonië                  | (2) Phila ∞ Antigonus II Gonatas koning van Macedonië                  | (2) Phila ∞ Antigonus II Gonatas koning van Macedonië                  | (2) Phila ∞ Antigonus II Gonatas koning van Macedonië                  |  |  |                                                       |                                                       |                                                       |                                                       |                                                       |                                                       |  |  |                                                                          |                                                                          |                                                                          |                                                                          |                                                                          |                                                                          |  |  |                                                     |                                                     |                                                     |                                                     |                                                     |                                                     |
|                                                         |                                                         |                                                         |                                                         |                                                         |                                                         |  |  |                                                               |                                                               |                                                               |                                                               |                                                               |                                                               |  |  |                                                                        |                                                                        |                                                                        |                                                                        |                                                                        |                                                                        |  |  |                                                                                              |                                                                                              |                                                                                              |                                                                                              |                                                                                              |                                                                                              |  |  |                                                                                         |                                                                                         |                                                                                         |                                                                                         |                                                                                         |                                                                                         |  |  |                                                                        |                                                                        |                                                                        |                                                                        |                                                                        |                                                                        |  |  |                                                       |                                                       |                                                       |                                                       |                                                       |                                                       |  |  |                                                                          |                                                                          |                                                                          |                                                                          |                                                                          |                                                                          |  |  |                                                     |                                                     |                                                     |                                                     |                                                     |                                                     |
|                                                         |                                                         |                                                         |                                                         |                                                         |                                                         |  |  |                                                               |                                                               |                                                               |                                                               |                                                               |                                                               |  |  |                                                                        |                                                                        |                                                                        |                                                                        |                                                                        |                                                                        |  |  |                                                                                              |                                                                                              |                                                                                              |                                                                                              |                                                                                              |                                                                                              |  |  |                                                                                         |                                                                                         |                                                                                         |                                                                                         |                                                                                         |                                                                                         |  |  |                                                                        |                                                                        |                                                                        |                                                                        |                                                                        |                                                                        |  |  |                                                       |                                                       |                                                       |                                                       |                                                       |                                                       |  |  |                                                                          |                                                                          |                                                                          |                                                                          |                                                                          |                                                                          |  |  |                                                     |                                                     |                                                     |                                                     |                                                     |                                                     |
| Apama II ∞ Magas koning van Cyrene                      | Apama II ∞ Magas koning van Cyrene                      | Apama II ∞ Magas koning van Cyrene                      | Apama II ∞ Magas koning van Cyrene                      | Apama II ∞ Magas koning van Cyrene                      | Apama II ∞ Magas koning van Cyrene                      |  |  | Stratonice ∞ Demetrius II koning van Macedonië                | Stratonice ∞ Demetrius II koning van Macedonië                | Stratonice ∞ Demetrius II koning van Macedonië                | Stratonice ∞ Demetrius II koning van Macedonië                | Stratonice ∞ Demetrius II koning van Macedonië                | Stratonice ∞ Demetrius II koning van Macedonië                |  |  | 2.Berenice dochter van Ptolemaeus II koning van Egypte                 | 2.Berenice dochter van Ptolemaeus II koning van Egypte                 | 2.Berenice dochter van Ptolemaeus II koning van Egypte                 | 2.Berenice dochter van Ptolemaeus II koning van Egypte                 | 2.Berenice dochter van Ptolemaeus II koning van Egypte                 | 2.Berenice dochter van Ptolemaeus II koning van Egypte                 |  |  | Antiochus II Theos koning van het Seleucidische Rijk 261-246 v.Chr.                          | Antiochus II Theos koning van het Seleucidische Rijk 261-246 v.Chr.                          | Antiochus II Theos koning van het Seleucidische Rijk 261-246 v.Chr.                          | Antiochus II Theos koning van het Seleucidische Rijk 261-246 v.Chr.                          | Antiochus II Theos koning van het Seleucidische Rijk 261-246 v.Chr.                          | Antiochus II Theos koning van het Seleucidische Rijk 261-246 v.Chr.                          |  |  | 1.Laodice I                                                                             | 1.Laodice I                                                                             | 1.Laodice I                                                                             | 1.Laodice I                                                                             | 1.Laodice I                                                                             | 1.Laodice I                                                                             |  |  | Laodice II ∞ Seleucus II Callinicus                                    | Laodice II ∞ Seleucus II Callinicus                                    | Laodice II ∞ Seleucus II Callinicus                                    | Laodice II ∞ Seleucus II Callinicus                                    | Laodice II ∞ Seleucus II Callinicus                                    | Laodice II ∞ Seleucus II Callinicus                                    |  |  | Alexander landbezitter in Klein-Azië                  | Alexander landbezitter in Klein-Azië                  | Alexander landbezitter in Klein-Azië                  | Alexander landbezitter in Klein-Azië                  | Alexander landbezitter in Klein-Azië                  | Alexander landbezitter in Klein-Azië                  |  |  | Andromachus landbezitter in Klein-Azië                                   | Andromachus landbezitter in Klein-Azië                                   | Andromachus landbezitter in Klein-Azië                                   | Andromachus landbezitter in Klein-Azië                                   | Andromachus landbezitter in Klein-Azië                                   | Andromachus landbezitter in Klein-Azië                                   |  |  | Antiochis ∞ Attalus Attalid dynasty                 | Antiochis ∞ Attalus Attalid dynasty                 | Antiochis ∞ Attalus Attalid dynasty                 | Antiochis ∞ Attalus Attalid dynasty                 | Antiochis ∞ Attalus Attalid dynasty                 | Antiochis ∞ Attalus Attalid dynasty                 |
| Apama II ∞ Magas koning van Cyrene                      | Apama II ∞ Magas koning van Cyrene                      | Apama II ∞ Magas koning van Cyrene                      | Apama II ∞ Magas koning van Cyrene                      | Apama II ∞ Magas koning van Cyrene                      | Apama II ∞ Magas koning van Cyrene                      |  |  | Stratonice ∞ Demetrius II koning van Macedonië                | Stratonice ∞ Demetrius II koning van Macedonië                | Stratonice ∞ Demetrius II koning van Macedonië                | Stratonice ∞ Demetrius II koning van Macedonië                | Stratonice ∞ Demetrius II koning van Macedonië                | Stratonice ∞ Demetrius II koning van Macedonië                |  |  | 2.Berenice dochter van Ptolemaeus II koning van Egypte                 | 2.Berenice dochter van Ptolemaeus II koning van Egypte                 | 2.Berenice dochter van Ptolemaeus II koning van Egypte                 | 2.Berenice dochter van Ptolemaeus II koning van Egypte                 | 2.Berenice dochter van Ptolemaeus II koning van Egypte                 | 2.Berenice dochter van Ptolemaeus II koning van Egypte                 |  |  | Antiochus II Theos koning van het Seleucidische Rijk 261-246 v.Chr.                          | Antiochus II Theos koning van het Seleucidische Rijk 261-246 v.Chr.                          | Antiochus II Theos koning van het Seleucidische Rijk 261-246 v.Chr.                          | Antiochus II Theos koning van het Seleucidische Rijk 261-246 v.Chr.                          | Antiochus II Theos koning van het Seleucidische Rijk 261-246 v.Chr.                          | Antiochus II Theos koning van het Seleucidische Rijk 261-246 v.Chr.                          |  |  | 1.Laodice I                                                                             | 1.Laodice I                                                                             | 1.Laodice I                                                                             | 1.Laodice I                                                                             | 1.Laodice I                                                                             | 1.Laodice I                                                                             |  |  | Laodice II ∞ Seleucus II Callinicus                                    | Laodice II ∞ Seleucus II Callinicus                                    | Laodice II ∞ Seleucus II Callinicus                                    | Laodice II ∞ Seleucus II Callinicus                                    | Laodice II ∞ Seleucus II Callinicus                                    | Laodice II ∞ Seleucus II Callinicus                                    |  |  | Alexander landbezitter in Klein-Azië                  | Alexander landbezitter in Klein-Azië                  | Alexander landbezitter in Klein-Azië                  | Alexander landbezitter in Klein-Azië                  | Alexander landbezitter in Klein-Azië                  | Alexander landbezitter in Klein-Azië                  |  |  | Andromachus landbezitter in Klein-Azië                                   | Andromachus landbezitter in Klein-Azië                                   | Andromachus landbezitter in Klein-Azië                                   | Andromachus landbezitter in Klein-Azië                                   | Andromachus landbezitter in Klein-Azië                                   | Andromachus landbezitter in Klein-Azië                                   |  |  | Antiochis ∞ Attalus Attalid dynasty                 | Antiochis ∞ Attalus Attalid dynasty                 | Antiochis ∞ Attalus Attalid dynasty                 | Antiochis ∞ Attalus Attalid dynasty                 | Antiochis ∞ Attalus Attalid dynasty                 | Antiochis ∞ Attalus Attalid dynasty                 |
|                                                         |                                                         |                                                         |                                                         |                                                         |                                                         |  |  |                                                               |                                                               |                                                               |                                                               |                                                               |                                                               |  |  |                                                                        |                                                                        |                                                                        |                                                                        |                                                                        |                                                                        |  |  |                                                                                              |                                                                                              |                                                                                              |                                                                                              |                                                                                              |                                                                                              |  |  |                                                                                         |                                                                                         |                                                                                         |                                                                                         |                                                                                         |                                                                                         |  |  |                                                                        |                                                                        |                                                                        |                                                                        |                                                                        |                                                                        |  |  |                                                       |                                                       |                                                       |                                                       |                                                       |                                                       |  |  |                                                                          |                                                                          |                                                                          |                                                                          |                                                                          |                                                                          |  |  |                                                     |                                                     |                                                     |                                                     |                                                     |                                                     |
|                                                         |                                                         |                                                         |                                                         |                                                         |                                                         |  |  |                                                               |                                                               |                                                               |                                                               |                                                               |                                                               |  |  |                                                                        |                                                                        |                                                                        |                                                                        |                                                                        |                                                                        |  |  |                                                                                              |                                                                                              |                                                                                              |                                                                                              |                                                                                              |                                                                                              |  |  |                                                                                         |                                                                                         |                                                                                         |                                                                                         |                                                                                         |                                                                                         |  |  |                                                                        |                                                                        |                                                                        |                                                                        |                                                                        |                                                                        |  |  |                                                       |                                                       |                                                       |                                                       |                                                       |                                                       |  |  |                                                                          |                                                                          |                                                                          |                                                                          |                                                                          |                                                                          |  |  |                                                     |                                                     |                                                     |                                                     |                                                     |                                                     |
|                                                         |                                                         |                                                         |                                                         |                                                         |                                                         |  |  |                                                               |                                                               |                                                               |                                                               |                                                               |                                                               |  |  | Laodice II dochter van Achaeus landbezitter in Klein-Azië              | Laodice II dochter van Achaeus landbezitter in Klein-Azië              | Laodice II dochter van Achaeus landbezitter in Klein-Azië              | Laodice II dochter van Achaeus landbezitter in Klein-Azië              | Laodice II dochter van Achaeus landbezitter in Klein-Azië              | Laodice II dochter van Achaeus landbezitter in Klein-Azië              |  |  | (1) Seleucus II Callinicus koning van het Seleucidische Rijk 246-225 v.Chr.                  | (1) Seleucus II Callinicus koning van het Seleucidische Rijk 246-225 v.Chr.                  | (1) Seleucus II Callinicus koning van het Seleucidische Rijk 246-225 v.Chr.                  | (1) Seleucus II Callinicus koning van het Seleucidische Rijk 246-225 v.Chr.                  | (1) Seleucus II Callinicus koning van het Seleucidische Rijk 246-225 v.Chr.                  | (1) Seleucus II Callinicus koning van het Seleucidische Rijk 246-225 v.Chr.                  |  |  | (1) Antiochus Hierax heerser van Klein-Azië                                             | (1) Antiochus Hierax heerser van Klein-Azië                                             | (1) Antiochus Hierax heerser van Klein-Azië                                             | (1) Antiochus Hierax heerser van Klein-Azië                                             | (1) Antiochus Hierax heerser van Klein-Azië                                             | (1) Antiochus Hierax heerser van Klein-Azië                                             |  |  | (1) Stratonice ∞ Ariarathes III van Cappadocië                         | (1) Stratonice ∞ Ariarathes III van Cappadocië                         | (1) Stratonice ∞ Ariarathes III van Cappadocië                         | (1) Stratonice ∞ Ariarathes III van Cappadocië                         | (1) Stratonice ∞ Ariarathes III van Cappadocië                         | (1) Stratonice ∞ Ariarathes III van Cappadocië                         |  |  | (1) Laodice ∞ Mithridates II van Pontus               | (1) Laodice ∞ Mithridates II van Pontus               | (1) Laodice ∞ Mithridates II van Pontus               | (1) Laodice ∞ Mithridates II van Pontus               | (1) Laodice ∞ Mithridates II van Pontus               | (1) Laodice ∞ Mithridates II van Pontus               |  |  | Achaeus commander van Klein-Azië                                         | Achaeus commander van Klein-Azië                                         | Achaeus commander van Klein-Azië                                         | Achaeus commander van Klein-Azië                                         | Achaeus commander van Klein-Azië                                         | Achaeus commander van Klein-Azië                                         |  |  | Laodice dochter van Mithridates II van Pontus       | Laodice dochter van Mithridates II van Pontus       | Laodice dochter van Mithridates II van Pontus       | Laodice dochter van Mithridates II van Pontus       | Laodice dochter van Mithridates II van Pontus       | Laodice dochter van Mithridates II van Pontus       |
|                                                         |                                                         |                                                         |                                                         |                                                         |                                                         |  |  |                                                               |                                                               |                                                               |                                                               |                                                               |                                                               |  |  | Laodice II dochter van Achaeus landbezitter in Klein-Azië              | Laodice II dochter van Achaeus landbezitter in Klein-Azië              | Laodice II dochter van Achaeus landbezitter in Klein-Azië              | Laodice II dochter van Achaeus landbezitter in Klein-Azië              | Laodice II dochter van Achaeus landbezitter in Klein-Azië              | Laodice II dochter van Achaeus landbezitter in Klein-Azië              |  |  | (1) Seleucus II Callinicus koning van het Seleucidische Rijk 246-225 v.Chr.                  | (1) Seleucus II Callinicus koning van het Seleucidische Rijk 246-225 v.Chr.                  | (1) Seleucus II Callinicus koning van het Seleucidische Rijk 246-225 v.Chr.                  | (1) Seleucus II Callinicus koning van het Seleucidische Rijk 246-225 v.Chr.                  | (1) Seleucus II Callinicus koning van het Seleucidische Rijk 246-225 v.Chr.                  | (1) Seleucus II Callinicus koning van het Seleucidische Rijk 246-225 v.Chr.                  |  |  | (1) Antiochus Hierax heerser van Klein-Azië                                             | (1) Antiochus Hierax heerser van Klein-Azië                                             | (1) Antiochus Hierax heerser van Klein-Azië                                             | (1) Antiochus Hierax heerser van Klein-Azië                                             | (1) Antiochus Hierax heerser van Klein-Azië                                             | (1) Antiochus Hierax heerser van Klein-Azië                                             |  |  | (1) Stratonice ∞ Ariarathes III van Cappadocië                         | (1) Stratonice ∞ Ariarathes III van Cappadocië                         | (1) Stratonice ∞ Ariarathes III van Cappadocië                         | (1) Stratonice ∞ Ariarathes III van Cappadocië                         | (1) Stratonice ∞ Ariarathes III van Cappadocië                         | (1) Stratonice ∞ Ariarathes III van Cappadocië                         |  |  | (1) Laodice ∞ Mithridates II van Pontus               | (1) Laodice ∞ Mithridates II van Pontus               | (1) Laodice ∞ Mithridates II van Pontus               | (1) Laodice ∞ Mithridates II van Pontus               | (1) Laodice ∞ Mithridates II van Pontus               | (1) Laodice ∞ Mithridates II van Pontus               |  |  | Achaeus commander van Klein-Azië                                         | Achaeus commander van Klein-Azië                                         | Achaeus commander van Klein-Azië                                         | Achaeus commander van Klein-Azië                                         | Achaeus commander van Klein-Azië                                         | Achaeus commander van Klein-Azië                                         |  |  | Laodice dochter van Mithridates II van Pontus       | Laodice dochter van Mithridates II van Pontus       | Laodice dochter van Mithridates II van Pontus       | Laodice dochter van Mithridates II van Pontus       | Laodice dochter van Mithridates II van Pontus       | Laodice dochter van Mithridates II van Pontus       |
|                                                         |                                                         |                                                         |                                                         |                                                         |                                                         |  |  |                                                               |                                                               |                                                               |                                                               |                                                               |                                                               |  |  |                                                                        |                                                                        |                                                                        |                                                                        |                                                                        |                                                                        |  |  |                                                                                              |                                                                                              |                                                                                              |                                                                                              |                                                                                              |                                                                                              |  |  |                                                                                         |                                                                                         |                                                                                         |                                                                                         |                                                                                         |                                                                                         |  |  |                                                                        |                                                                        |                                                                        |                                                                        |                                                                        |                                                                        |  |  |                                                       |                                                       |                                                       |                                                       |                                                       |                                                       |  |  |                                                                          |                                                                          |                                                                          |                                                                          |                                                                          |                                                                          |  |  |                                                     |                                                     |                                                     |                                                     |                                                     |                                                     |
|                                                         |                                                         |                                                         |                                                         |                                                         |                                                         |  |  |                                                               |                                                               |                                                               |                                                               |                                                               |                                                               |  |  |                                                                        |                                                                        |                                                                        |                                                                        |                                                                        |                                                                        |  |  |                                                                                              |                                                                                              |                                                                                              |                                                                                              |                                                                                              |                                                                                              |  |  |                                                                                         |                                                                                         |                                                                                         |                                                                                         |                                                                                         |                                                                                         |  |  |                                                                        |                                                                        |                                                                        |                                                                        |                                                                        |                                                                        |  |  |                                                       |                                                       |                                                       |                                                       |                                                       |                                                       |  |  |                                                                          |                                                                          |                                                                          |                                                                          |                                                                          |                                                                          |  |  |                                                     |                                                     |                                                     |                                                     |                                                     |                                                     |
|                                                         |                                                         |                                                         |                                                         |                                                         |                                                         |  |  | Antiochis ∞ Xerxes koning van Sophene & Commagene             | Antiochis ∞ Xerxes koning van Sophene & Commagene             | Antiochis ∞ Xerxes koning van Sophene & Commagene             | Antiochis ∞ Xerxes koning van Sophene & Commagene             | Antiochis ∞ Xerxes koning van Sophene & Commagene             | Antiochis ∞ Xerxes koning van Sophene & Commagene             |  |  | Seleucus III Ceraunus koning van het Seleucidische Rijk 225-223 v.Chr. | Seleucus III Ceraunus koning van het Seleucidische Rijk 225-223 v.Chr. | Seleucus III Ceraunus koning van het Seleucidische Rijk 225-223 v.Chr. | Seleucus III Ceraunus koning van het Seleucidische Rijk 225-223 v.Chr. | Seleucus III Ceraunus koning van het Seleucidische Rijk 225-223 v.Chr. | Seleucus III Ceraunus koning van het Seleucidische Rijk 225-223 v.Chr. |  |  | Antiochus III de Grote koning van het Seleucidische Rijk 222-187 v.Chr.                      | Antiochus III de Grote koning van het Seleucidische Rijk 222-187 v.Chr.                      | Antiochus III de Grote koning van het Seleucidische Rijk 222-187 v.Chr.                      | Antiochus III de Grote koning van het Seleucidische Rijk 222-187 v.Chr.                      | Antiochus III de Grote koning van het Seleucidische Rijk 222-187 v.Chr.                      | Antiochus III de Grote koning van het Seleucidische Rijk 222-187 v.Chr.                      |  |  | Laodice III dochter van Mithridates II van Pontus                                       | Laodice III dochter van Mithridates II van Pontus                                       | Laodice III dochter van Mithridates II van Pontus                                       | Laodice III dochter van Mithridates II van Pontus                                       | Laodice III dochter van Mithridates II van Pontus                                       | Laodice III dochter van Mithridates II van Pontus                                       |  |  |                                                                        |                                                                        |                                                                        |                                                                        |                                                                        |                                                                        |  |  |                                                       |                                                       |                                                       |                                                       |                                                       |                                                       |  |  |                                                                          |                                                                          |                                                                          |                                                                          |                                                                          |                                                                          |  |  |                                                     |                                                     |                                                     |                                                     |                                                     |                                                     |
|                                                         |                                                         |                                                         |                                                         |                                                         |                                                         |  |  | Antiochis ∞ Xerxes koning van Sophene & Commagene             | Antiochis ∞ Xerxes koning van Sophene & Commagene             | Antiochis ∞ Xerxes koning van Sophene & Commagene             | Antiochis ∞ Xerxes koning van Sophene & Commagene             | Antiochis ∞ Xerxes koning van Sophene & Commagene             | Antiochis ∞ Xerxes koning van Sophene & Commagene             |  |  | Seleucus III Ceraunus koning van het Seleucidische Rijk 225-223 v.Chr. | Seleucus III Ceraunus koning van het Seleucidische Rijk 225-223 v.Chr. | Seleucus III Ceraunus koning van het Seleucidische Rijk 225-223 v.Chr. | Seleucus III Ceraunus koning van het Seleucidische Rijk 225-223 v.Chr. | Seleucus III Ceraunus koning van het Seleucidische Rijk 225-223 v.Chr. | Seleucus III Ceraunus koning van het Seleucidische Rijk 225-223 v.Chr. |  |  | Antiochus III de Grote koning van het Seleucidische Rijk 222-187 v.Chr.                      | Antiochus III de Grote koning van het Seleucidische Rijk 222-187 v.Chr.                      | Antiochus III de Grote koning van het Seleucidische Rijk 222-187 v.Chr.                      | Antiochus III de Grote koning van het Seleucidische Rijk 222-187 v.Chr.                      | Antiochus III de Grote koning van het Seleucidische Rijk 222-187 v.Chr.                      | Antiochus III de Grote koning van het Seleucidische Rijk 222-187 v.Chr.                      |  |  | Laodice III dochter van Mithridates II van Pontus                                       | Laodice III dochter van Mithridates II van Pontus                                       | Laodice III dochter van Mithridates II van Pontus                                       | Laodice III dochter van Mithridates II van Pontus                                       | Laodice III dochter van Mithridates II van Pontus                                       | Laodice III dochter van Mithridates II van Pontus                                       |  |  |                                                                        |                                                                        |                                                                        |                                                                        |                                                                        |                                                                        |  |  |                                                       |                                                       |                                                       |                                                       |                                                       |                                                       |  |  |                                                                          |                                                                          |                                                                          |                                                                          |                                                                          |                                                                          |  |  |                                                     |                                                     |                                                     |                                                     |                                                     |                                                     |
|                                                         |                                                         |                                                         |                                                         |                                                         |                                                         |  |  |                                                               |                                                               |                                                               |                                                               |                                                               |                                                               |  |  |                                                                        |                                                                        |                                                                        |                                                                        |                                                                        |                                                                        |  |  |                                                                                              |                                                                                              |                                                                                              |                                                                                              |                                                                                              |                                                                                              |  |  |                                                                                         |                                                                                         |                                                                                         |                                                                                         |                                                                                         |                                                                                         |  |  |                                                                        |                                                                        |                                                                        |                                                                        |                                                                        |                                                                        |  |  |                                                       |                                                       |                                                       |                                                       |                                                       |                                                       |  |  |                                                                          |                                                                          |                                                                          |                                                                          |                                                                          |                                                                          |  |  |                                                     |                                                     |                                                     |                                                     |                                                     |                                                     |
|                                                         |                                                         |                                                         |                                                         |                                                         |                                                         |  |  |                                                               |                                                               |                                                               |                                                               |                                                               |                                                               |  |  |                                                                        |                                                                        |                                                                        |                                                                        |                                                                        |                                                                        |  |  |                                                                                              |                                                                                              |                                                                                              |                                                                                              |                                                                                              |                                                                                              |  |  |                                                                                         |                                                                                         |                                                                                         |                                                                                         |                                                                                         |                                                                                         |  |  |                                                                        |                                                                        |                                                                        |                                                                        |                                                                        |                                                                        |  |  |                                                       |                                                       |                                                       |                                                       |                                                       |                                                       |  |  |                                                                          |                                                                          |                                                                          |                                                                          |                                                                          |                                                                          |  |  |                                                     |                                                     |                                                     |                                                     |                                                     |                                                     |
| Cleopatra I Syra ∞ Ptolemaeus V van Egypte              | Cleopatra I Syra ∞ Ptolemaeus V van Egypte              | Cleopatra I Syra ∞ Ptolemaeus V van Egypte              | Cleopatra I Syra ∞ Ptolemaeus V van Egypte              | Cleopatra I Syra ∞ Ptolemaeus V van Egypte              | Cleopatra I Syra ∞ Ptolemaeus V van Egypte              |  |  | Antiochus medekoning 210-193 v.Chr.                           | Antiochus medekoning 210-193 v.Chr.                           | Antiochus medekoning 210-193 v.Chr.                           | Antiochus medekoning 210-193 v.Chr.                           | Antiochus medekoning 210-193 v.Chr.                           | Antiochus medekoning 210-193 v.Chr.                           |  |  | Laodice IV ∞ 3.Antiochus IV Epiphanes                                  | Laodice IV ∞ 3.Antiochus IV Epiphanes                                  | Laodice IV ∞ 3.Antiochus IV Epiphanes                                  | Laodice IV ∞ 3.Antiochus IV Epiphanes                                  | Laodice IV ∞ 3.Antiochus IV Epiphanes                                  | Laodice IV ∞ 3.Antiochus IV Epiphanes                                  |  |  | Seleucus IV Philopator koning van het Seleucidische Rijk 187-175 v.Chr.                      | Seleucus IV Philopator koning van het Seleucidische Rijk 187-175 v.Chr.                      | Seleucus IV Philopator koning van het Seleucidische Rijk 187-175 v.Chr.                      | Seleucus IV Philopator koning van het Seleucidische Rijk 187-175 v.Chr.                      | Seleucus IV Philopator koning van het Seleucidische Rijk 187-175 v.Chr.                      | Seleucus IV Philopator koning van het Seleucidische Rijk 187-175 v.Chr.                      |  |  | Antiochus IV Epiphanes koning van het Seleucidische Rijk 175-164 v.Chr.                 | Antiochus IV Epiphanes koning van het Seleucidische Rijk 175-164 v.Chr.                 | Antiochus IV Epiphanes koning van het Seleucidische Rijk 175-164 v.Chr.                 | Antiochus IV Epiphanes koning van het Seleucidische Rijk 175-164 v.Chr.                 | Antiochus IV Epiphanes koning van het Seleucidische Rijk 175-164 v.Chr.                 | Antiochus IV Epiphanes koning van het Seleucidische Rijk 175-164 v.Chr.                 |  |  | Antiochis ∞ Ariarathes IV van Cappadocië                               | Antiochis ∞ Ariarathes IV van Cappadocië                               | Antiochis ∞ Ariarathes IV van Cappadocië                               | Antiochis ∞ Ariarathes IV van Cappadocië                               | Antiochis ∞ Ariarathes IV van Cappadocië                               | Antiochis ∞ Ariarathes IV van Cappadocië                               |  |  |                                                       |                                                       |                                                       |                                                       |                                                       |                                                       |  |  |                                                                          |                                                                          |                                                                          |                                                                          |                                                                          |                                                                          |  |  |                                                     |                                                     |                                                     |                                                     |                                                     |                                                     |
| Cleopatra I Syra ∞ Ptolemaeus V van Egypte              | Cleopatra I Syra ∞ Ptolemaeus V van Egypte              | Cleopatra I Syra ∞ Ptolemaeus V van Egypte              | Cleopatra I Syra ∞ Ptolemaeus V van Egypte              | Cleopatra I Syra ∞ Ptolemaeus V van Egypte              | Cleopatra I Syra ∞ Ptolemaeus V van Egypte              |  |  | Antiochus medekoning 210-193 v.Chr.                           | Antiochus medekoning 210-193 v.Chr.                           | Antiochus medekoning 210-193 v.Chr.                           | Antiochus medekoning 210-193 v.Chr.                           | Antiochus medekoning 210-193 v.Chr.                           | Antiochus medekoning 210-193 v.Chr.                           |  |  | Laodice IV ∞ 3.Antiochus IV Epiphanes                                  | Laodice IV ∞ 3.Antiochus IV Epiphanes                                  | Laodice IV ∞ 3.Antiochus IV Epiphanes                                  | Laodice IV ∞ 3.Antiochus IV Epiphanes                                  | Laodice IV ∞ 3.Antiochus IV Epiphanes                                  | Laodice IV ∞ 3.Antiochus IV Epiphanes                                  |  |  | Seleucus IV Philopator koning van het Seleucidische Rijk 187-175 v.Chr.                      | Seleucus IV Philopator koning van het Seleucidische Rijk 187-175 v.Chr.                      | Seleucus IV Philopator koning van het Seleucidische Rijk 187-175 v.Chr.                      | Seleucus IV Philopator koning van het Seleucidische Rijk 187-175 v.Chr.                      | Seleucus IV Philopator koning van het Seleucidische Rijk 187-175 v.Chr.                      | Seleucus IV Philopator koning van het Seleucidische Rijk 187-175 v.Chr.                      |  |  | Antiochus IV Epiphanes koning van het Seleucidische Rijk 175-164 v.Chr.                 | Antiochus IV Epiphanes koning van het Seleucidische Rijk 175-164 v.Chr.                 | Antiochus IV Epiphanes koning van het Seleucidische Rijk 175-164 v.Chr.                 | Antiochus IV Epiphanes koning van het Seleucidische Rijk 175-164 v.Chr.                 | Antiochus IV Epiphanes koning van het Seleucidische Rijk 175-164 v.Chr.                 | Antiochus IV Epiphanes koning van het Seleucidische Rijk 175-164 v.Chr.                 |  |  | Antiochis ∞ Ariarathes IV van Cappadocië                               | Antiochis ∞ Ariarathes IV van Cappadocië                               | Antiochis ∞ Ariarathes IV van Cappadocië                               | Antiochis ∞ Ariarathes IV van Cappadocië                               | Antiochis ∞ Ariarathes IV van Cappadocië                               | Antiochis ∞ Ariarathes IV van Cappadocië                               |  |  |                                                       |                                                       |                                                       |                                                       |                                                       |                                                       |  |  |                                                                          |                                                                          |                                                                          |                                                                          |                                                                          |                                                                          |  |  |                                                     |                                                     |                                                     |                                                     |                                                     |                                                     |
|                                                         |                                                         |                                                         |                                                         |                                                         |                                                         |  |  |                                                               |                                                               |                                                               |                                                               |                                                               |                                                               |  |  |                                                                        |                                                                        |                                                                        |                                                                        |                                                                        |                                                                        |  |  |                                                                                              |                                                                                              |                                                                                              |                                                                                              |                                                                                              |                                                                                              |  |  |                                                                                         |                                                                                         |                                                                                         |                                                                                         |                                                                                         |                                                                                         |  |  |                                                                        |                                                                        |                                                                        |                                                                        |                                                                        |                                                                        |  |  |                                                       |                                                       |                                                       |                                                       |                                                       |                                                       |  |  |                                                                          |                                                                          |                                                                          |                                                                          |                                                                          |                                                                          |  |  |                                                     |                                                     |                                                     |                                                     |                                                     |                                                     |
|                                                         |                                                         |                                                         |                                                         |                                                         |                                                         |  |  |                                                               |                                                               |                                                               |                                                               |                                                               |                                                               |  |  |                                                                        |                                                                        |                                                                        |                                                                        |                                                                        |                                                                        |  |  |                                                                                              |                                                                                              |                                                                                              |                                                                                              |                                                                                              |                                                                                              |  |  |                                                                                         |                                                                                         |                                                                                         |                                                                                         |                                                                                         |                                                                                         |  |  |                                                                        |                                                                        |                                                                        |                                                                        |                                                                        |                                                                        |  |  |                                                       |                                                       |                                                       |                                                       |                                                       |                                                       |  |  |                                                                          |                                                                          |                                                                          |                                                                          |                                                                          |                                                                          |  |  |                                                     |                                                     |                                                     |                                                     |                                                     |                                                     |
|                                                         |                                                         |                                                         |                                                         |                                                         |                                                         |  |  | Nyssa ∞ Pharnaces I van Pontus Mithridatische dynastie        | Nyssa ∞ Pharnaces I van Pontus Mithridatische dynastie        | Nyssa ∞ Pharnaces I van Pontus Mithridatische dynastie        | Nyssa ∞ Pharnaces I van Pontus Mithridatische dynastie        | Nyssa ∞ Pharnaces I van Pontus Mithridatische dynastie        | Nyssa ∞ Pharnaces I van Pontus Mithridatische dynastie        |  |  | Laodice V ∞ Perseus koning van Macedonië                               | Laodice V ∞ Perseus koning van Macedonië                               | Laodice V ∞ Perseus koning van Macedonië                               | Laodice V ∞ Perseus koning van Macedonië                               | Laodice V ∞ Perseus koning van Macedonië                               | Laodice V ∞ Perseus koning van Macedonië                               |  |  | Demetrius I Soter koning van het Seleucidische Rijk 161-150 v.Chr.                           | Demetrius I Soter koning van het Seleucidische Rijk 161-150 v.Chr.                           | Demetrius I Soter koning van het Seleucidische Rijk 161-150 v.Chr.                           | Demetrius I Soter koning van het Seleucidische Rijk 161-150 v.Chr.                           | Demetrius I Soter koning van het Seleucidische Rijk 161-150 v.Chr.                           | Demetrius I Soter koning van het Seleucidische Rijk 161-150 v.Chr.                           |  |  | Antiochus V Eupator koning van het Seleucidische Rijk 164-161 v.Chr.                    | Antiochus V Eupator koning van het Seleucidische Rijk 164-161 v.Chr.                    | Antiochus V Eupator koning van het Seleucidische Rijk 164-161 v.Chr.                    | Antiochus V Eupator koning van het Seleucidische Rijk 164-161 v.Chr.                    | Antiochus V Eupator koning van het Seleucidische Rijk 164-161 v.Chr.                    | Antiochus V Eupator koning van het Seleucidische Rijk 164-161 v.Chr.                    |  |  | Laodice VI ∞ Mithridates V van Pontus Mithridatische dynastie          | Laodice VI ∞ Mithridates V van Pontus Mithridatische dynastie          | Laodice VI ∞ Mithridates V van Pontus Mithridatische dynastie          | Laodice VI ∞ Mithridates V van Pontus Mithridatische dynastie          | Laodice VI ∞ Mithridates V van Pontus Mithridatische dynastie          | Laodice VI ∞ Mithridates V van Pontus Mithridatische dynastie          |  |  | Laodice ∞ Mithridates III van Pontus                  | Laodice ∞ Mithridates III van Pontus                  | Laodice ∞ Mithridates III van Pontus                  | Laodice ∞ Mithridates III van Pontus                  | Laodice ∞ Mithridates III van Pontus                  | Laodice ∞ Mithridates III van Pontus                  |  |  | Alexander Balas koning van het Seleucidische Rijk 150/152-146 v.Chr.     | Alexander Balas koning van het Seleucidische Rijk 150/152-146 v.Chr.     | Alexander Balas koning van het Seleucidische Rijk 150/152-146 v.Chr.     | Alexander Balas koning van het Seleucidische Rijk 150/152-146 v.Chr.     | Alexander Balas koning van het Seleucidische Rijk 150/152-146 v.Chr.     | Alexander Balas koning van het Seleucidische Rijk 150/152-146 v.Chr.     |  |  | Cleopatra Thea dochter van Ptolemaeus VI van Egypte | Cleopatra Thea dochter van Ptolemaeus VI van Egypte | Cleopatra Thea dochter van Ptolemaeus VI van Egypte | Cleopatra Thea dochter van Ptolemaeus VI van Egypte | Cleopatra Thea dochter van Ptolemaeus VI van Egypte | Cleopatra Thea dochter van Ptolemaeus VI van Egypte |
|                                                         |                                                         |                                                         |                                                         |                                                         |                                                         |  |  | Nyssa ∞ Pharnaces I van Pontus Mithridatische dynastie        | Nyssa ∞ Pharnaces I van Pontus Mithridatische dynastie        | Nyssa ∞ Pharnaces I van Pontus Mithridatische dynastie        | Nyssa ∞ Pharnaces I van Pontus Mithridatische dynastie        | Nyssa ∞ Pharnaces I van Pontus Mithridatische dynastie        | Nyssa ∞ Pharnaces I van Pontus Mithridatische dynastie        |  |  | Laodice V ∞ Perseus koning van Macedonië                               | Laodice V ∞ Perseus koning van Macedonië                               | Laodice V ∞ Perseus koning van Macedonië                               | Laodice V ∞ Perseus koning van Macedonië                               | Laodice V ∞ Perseus koning van Macedonië                               | Laodice V ∞ Perseus koning van Macedonië                               |  |  | Demetrius I Soter koning van het Seleucidische Rijk 161-150 v.Chr.                           | Demetrius I Soter koning van het Seleucidische Rijk 161-150 v.Chr.                           | Demetrius I Soter koning van het Seleucidische Rijk 161-150 v.Chr.                           | Demetrius I Soter koning van het Seleucidische Rijk 161-150 v.Chr.                           | Demetrius I Soter koning van het Seleucidische Rijk 161-150 v.Chr.                           | Demetrius I Soter koning van het Seleucidische Rijk 161-150 v.Chr.                           |  |  | Antiochus V Eupator koning van het Seleucidische Rijk 164-161 v.Chr.                    | Antiochus V Eupator koning van het Seleucidische Rijk 164-161 v.Chr.                    | Antiochus V Eupator koning van het Seleucidische Rijk 164-161 v.Chr.                    | Antiochus V Eupator koning van het Seleucidische Rijk 164-161 v.Chr.                    | Antiochus V Eupator koning van het Seleucidische Rijk 164-161 v.Chr.                    | Antiochus V Eupator koning van het Seleucidische Rijk 164-161 v.Chr.                    |  |  | Laodice VI ∞ Mithridates V van Pontus Mithridatische dynastie          | Laodice VI ∞ Mithridates V van Pontus Mithridatische dynastie          | Laodice VI ∞ Mithridates V van Pontus Mithridatische dynastie          | Laodice VI ∞ Mithridates V van Pontus Mithridatische dynastie          | Laodice VI ∞ Mithridates V van Pontus Mithridatische dynastie          | Laodice VI ∞ Mithridates V van Pontus Mithridatische dynastie          |  |  | Laodice ∞ Mithridates III van Pontus                  | Laodice ∞ Mithridates III van Pontus                  | Laodice ∞ Mithridates III van Pontus                  | Laodice ∞ Mithridates III van Pontus                  | Laodice ∞ Mithridates III van Pontus                  | Laodice ∞ Mithridates III van Pontus                  |  |  | Alexander Balas koning van het Seleucidische Rijk 150/152-146 v.Chr.     | Alexander Balas koning van het Seleucidische Rijk 150/152-146 v.Chr.     | Alexander Balas koning van het Seleucidische Rijk 150/152-146 v.Chr.     | Alexander Balas koning van het Seleucidische Rijk 150/152-146 v.Chr.     | Alexander Balas koning van het Seleucidische Rijk 150/152-146 v.Chr.     | Alexander Balas koning van het Seleucidische Rijk 150/152-146 v.Chr.     |  |  | Cleopatra Thea dochter van Ptolemaeus VI van Egypte | Cleopatra Thea dochter van Ptolemaeus VI van Egypte | Cleopatra Thea dochter van Ptolemaeus VI van Egypte | Cleopatra Thea dochter van Ptolemaeus VI van Egypte | Cleopatra Thea dochter van Ptolemaeus VI van Egypte | Cleopatra Thea dochter van Ptolemaeus VI van Egypte |
|                                                         |                                                         |                                                         |                                                         |                                                         |                                                         |  |  |                                                               |                                                               |                                                               |                                                               |                                                               |                                                               |  |  |                                                                        |                                                                        |                                                                        |                                                                        |                                                                        |                                                                        |  |  |                                                                                              |                                                                                              |                                                                                              |                                                                                              |                                                                                              |                                                                                              |  |  |                                                                                         |                                                                                         |                                                                                         |                                                                                         |                                                                                         |                                                                                         |  |  |                                                                        |                                                                        |                                                                        |                                                                        |                                                                        |                                                                        |  |  |                                                       |                                                       |                                                       |                                                       |                                                       |                                                       |  |  |                                                                          |                                                                          |                                                                          |                                                                          |                                                                          |                                                                          |  |  |                                                     |                                                     |                                                     |                                                     |                                                     |                                                     |
|                                                         |                                                         |                                                         |                                                         |                                                         |                                                         |  |  |                                                               |                                                               |                                                               |                                                               |                                                               |                                                               |  |  |                                                                        |                                                                        |                                                                        |                                                                        |                                                                        |                                                                        |  |  |                                                                                              |                                                                                              |                                                                                              |                                                                                              |                                                                                              |                                                                                              |  |  |                                                                                         |                                                                                         |                                                                                         |                                                                                         |                                                                                         |                                                                                         |  |  |                                                                        |                                                                        |                                                                        |                                                                        |                                                                        |                                                                        |  |  |                                                       |                                                       |                                                       |                                                       |                                                       |                                                       |  |  |                                                                          |                                                                          |                                                                          |                                                                          |                                                                          |                                                                          |  |  |                                                     |                                                     |                                                     |                                                     |                                                     |                                                     |
|                                                         |                                                         |                                                         |                                                         |                                                         |                                                         |  |  |                                                               |                                                               |                                                               |                                                               |                                                               |                                                               |  |  | 2.Rhodogune van Parthië dochter van Mithridates I van Parthië          | 2.Rhodogune van Parthië dochter van Mithridates I van Parthië          | 2.Rhodogune van Parthië dochter van Mithridates I van Parthië          | 2.Rhodogune van Parthië dochter van Mithridates I van Parthië          | 2.Rhodogune van Parthië dochter van Mithridates I van Parthië          | 2.Rhodogune van Parthië dochter van Mithridates I van Parthië          |  |  | Demetrius II Nicator koning van het Seleucidische Rijk 145-138 v.Chr.                        | Demetrius II Nicator koning van het Seleucidische Rijk 145-138 v.Chr.                        | Demetrius II Nicator koning van het Seleucidische Rijk 145-138 v.Chr.                        | Demetrius II Nicator koning van het Seleucidische Rijk 145-138 v.Chr.                        | Demetrius II Nicator koning van het Seleucidische Rijk 145-138 v.Chr.                        | Demetrius II Nicator koning van het Seleucidische Rijk 145-138 v.Chr.                        |  |  | 1.Cleopatra Thea dochter van Ptolemaeus VI van Egypte koningin van Syrië 126-121 v.Chr. | 1.Cleopatra Thea dochter van Ptolemaeus VI van Egypte koningin van Syrië 126-121 v.Chr. | 1.Cleopatra Thea dochter van Ptolemaeus VI van Egypte koningin van Syrië 126-121 v.Chr. | 1.Cleopatra Thea dochter van Ptolemaeus VI van Egypte koningin van Syrië 126-121 v.Chr. | 1.Cleopatra Thea dochter van Ptolemaeus VI van Egypte koningin van Syrië 126-121 v.Chr. | 1.Cleopatra Thea dochter van Ptolemaeus VI van Egypte koningin van Syrië 126-121 v.Chr. |  |  | Antiochus VII Sidetes koning van het Seleucidische Rijk 138-129 v.Chr. | Antiochus VII Sidetes koning van het Seleucidische Rijk 138-129 v.Chr. | Antiochus VII Sidetes koning van het Seleucidische Rijk 138-129 v.Chr. | Antiochus VII Sidetes koning van het Seleucidische Rijk 138-129 v.Chr. | Antiochus VII Sidetes koning van het Seleucidische Rijk 138-129 v.Chr. | Antiochus VII Sidetes koning van het Seleucidische Rijk 138-129 v.Chr. |  |  |                                                       |                                                       |                                                       |                                                       |                                                       |                                                       |  |  | Antiochus VI Dionysus koning van het Seleucidische Rijk 144-142/1 v.Chr. | Antiochus VI Dionysus koning van het Seleucidische Rijk 144-142/1 v.Chr. | Antiochus VI Dionysus koning van het Seleucidische Rijk 144-142/1 v.Chr. | Antiochus VI Dionysus koning van het Seleucidische Rijk 144-142/1 v.Chr. | Antiochus VI Dionysus koning van het Seleucidische Rijk 144-142/1 v.Chr. | Antiochus VI Dionysus koning van het Seleucidische Rijk 144-142/1 v.Chr. |  |  |                                                     |                                                     |                                                     |                                                     |                                                     |                                                     |
|                                                         |                                                         |                                                         |                                                         |                                                         |                                                         |  |  |                                                               |                                                               |                                                               |                                                               |                                                               |                                                               |  |  | 2.Rhodogune van Parthië dochter van Mithridates I van Parthië          | 2.Rhodogune van Parthië dochter van Mithridates I van Parthië          | 2.Rhodogune van Parthië dochter van Mithridates I van Parthië          | 2.Rhodogune van Parthië dochter van Mithridates I van Parthië          | 2.Rhodogune van Parthië dochter van Mithridates I van Parthië          | 2.Rhodogune van Parthië dochter van Mithridates I van Parthië          |  |  | Demetrius II Nicator koning van het Seleucidische Rijk 145-138 v.Chr.                        | Demetrius II Nicator koning van het Seleucidische Rijk 145-138 v.Chr.                        | Demetrius II Nicator koning van het Seleucidische Rijk 145-138 v.Chr.                        | Demetrius II Nicator koning van het Seleucidische Rijk 145-138 v.Chr.                        | Demetrius II Nicator koning van het Seleucidische Rijk 145-138 v.Chr.                        | Demetrius II Nicator koning van het Seleucidische Rijk 145-138 v.Chr.                        |  |  | 1.Cleopatra Thea dochter van Ptolemaeus VI van Egypte koningin van Syrië 126-121 v.Chr. | 1.Cleopatra Thea dochter van Ptolemaeus VI van Egypte koningin van Syrië 126-121 v.Chr. | 1.Cleopatra Thea dochter van Ptolemaeus VI van Egypte koningin van Syrië 126-121 v.Chr. | 1.Cleopatra Thea dochter van Ptolemaeus VI van Egypte koningin van Syrië 126-121 v.Chr. | 1.Cleopatra Thea dochter van Ptolemaeus VI van Egypte koningin van Syrië 126-121 v.Chr. | 1.Cleopatra Thea dochter van Ptolemaeus VI van Egypte koningin van Syrië 126-121 v.Chr. |  |  | Antiochus VII Sidetes koning van het Seleucidische Rijk 138-129 v.Chr. | Antiochus VII Sidetes koning van het Seleucidische Rijk 138-129 v.Chr. | Antiochus VII Sidetes koning van het Seleucidische Rijk 138-129 v.Chr. | Antiochus VII Sidetes koning van het Seleucidische Rijk 138-129 v.Chr. | Antiochus VII Sidetes koning van het Seleucidische Rijk 138-129 v.Chr. | Antiochus VII Sidetes koning van het Seleucidische Rijk 138-129 v.Chr. |  |  |                                                       |                                                       |                                                       |                                                       |                                                       |                                                       |  |  | Antiochus VI Dionysus koning van het Seleucidische Rijk 144-142/1 v.Chr. | Antiochus VI Dionysus koning van het Seleucidische Rijk 144-142/1 v.Chr. | Antiochus VI Dionysus koning van het Seleucidische Rijk 144-142/1 v.Chr. | Antiochus VI Dionysus koning van het Seleucidische Rijk 144-142/1 v.Chr. | Antiochus VI Dionysus koning van het Seleucidische Rijk 144-142/1 v.Chr. | Antiochus VI Dionysus koning van het Seleucidische Rijk 144-142/1 v.Chr. |  |  |                                                     |                                                     |                                                     |                                                     |                                                     |                                                     |
|                                                         |                                                         |                                                         |                                                         |                                                         |                                                         |  |  |                                                               |                                                               |                                                               |                                                               |                                                               |                                                               |  |  |                                                                        |                                                                        |                                                                        |                                                                        |                                                                        |                                                                        |  |  |                                                                                              |                                                                                              |                                                                                              |                                                                                              |                                                                                              |                                                                                              |  |  |                                                                                         |                                                                                         |                                                                                         |                                                                                         |                                                                                         |                                                                                         |  |  |                                                                        |                                                                        |                                                                        |                                                                        |                                                                        |                                                                        |  |  |                                                       |                                                       |                                                       |                                                       |                                                       |                                                       |  |  |                                                                          |                                                                          |                                                                          |                                                                          |                                                                          |                                                                          |  |  |                                                     |                                                     |                                                     |                                                     |                                                     |                                                     |
|                                                         |                                                         |                                                         |                                                         |                                                         |                                                         |  |  |                                                               |                                                               |                                                               |                                                               |                                                               |                                                               |  |  |                                                                        |                                                                        |                                                                        |                                                                        |                                                                        |                                                                        |  |  |                                                                                              |                                                                                              |                                                                                              |                                                                                              |                                                                                              |                                                                                              |  |  |                                                                                         |                                                                                         |                                                                                         |                                                                                         |                                                                                         |                                                                                         |  |  |                                                                        |                                                                        |                                                                        |                                                                        |                                                                        |                                                                        |  |  |                                                       |                                                       |                                                       |                                                       |                                                       |                                                       |  |  |                                                                          |                                                                          |                                                                          |                                                                          |                                                                          |                                                                          |  |  |                                                     |                                                     |                                                     |                                                     |                                                     |                                                     |
|                                                         |                                                         |                                                         |                                                         |                                                         |                                                         |  |  | (1) Seleucus V Philometor medekoning van Syrië 126-125 v.Chr. | (1) Seleucus V Philometor medekoning van Syrië 126-125 v.Chr. | (1) Seleucus V Philometor medekoning van Syrië 126-125 v.Chr. | (1) Seleucus V Philometor medekoning van Syrië 126-125 v.Chr. | (1) Seleucus V Philometor medekoning van Syrië 126-125 v.Chr. | (1) Seleucus V Philometor medekoning van Syrië 126-125 v.Chr. |  |  | 1.Tryphaena dochter van Ptolemaeus VIII van Egypte                     | 1.Tryphaena dochter van Ptolemaeus VIII van Egypte                     | 1.Tryphaena dochter van Ptolemaeus VIII van Egypte                     | 1.Tryphaena dochter van Ptolemaeus VIII van Egypte                     | 1.Tryphaena dochter van Ptolemaeus VIII van Egypte                     | 1.Tryphaena dochter van Ptolemaeus VIII van Egypte                     |  |  | (1) Antiochus VIII Grypus medekoning van Syrië 125-122 v.Chr. koning van Syrië 122-96 v.Chr. | (1) Antiochus VIII Grypus medekoning van Syrië 125-122 v.Chr. koning van Syrië 122-96 v.Chr. | (1) Antiochus VIII Grypus medekoning van Syrië 125-122 v.Chr. koning van Syrië 122-96 v.Chr. | (1) Antiochus VIII Grypus medekoning van Syrië 125-122 v.Chr. koning van Syrië 122-96 v.Chr. | (1) Antiochus VIII Grypus medekoning van Syrië 125-122 v.Chr. koning van Syrië 122-96 v.Chr. | (1) Antiochus VIII Grypus medekoning van Syrië 125-122 v.Chr. koning van Syrië 122-96 v.Chr. |  |  | 2.Cleopatra Selene dochter van Ptolemaeus VIII van Egypte                               | 2.Cleopatra Selene dochter van Ptolemaeus VIII van Egypte                               | 2.Cleopatra Selene dochter van Ptolemaeus VIII van Egypte                               | 2.Cleopatra Selene dochter van Ptolemaeus VIII van Egypte                               | 2.Cleopatra Selene dochter van Ptolemaeus VIII van Egypte                               | 2.Cleopatra Selene dochter van Ptolemaeus VIII van Egypte                               |  |  | Antiochus IX Cyzicenus koning van Syrië 116-96 v.Chr.                  | Antiochus IX Cyzicenus koning van Syrië 116-96 v.Chr.                  | Antiochus IX Cyzicenus koning van Syrië 116-96 v.Chr.                  | Antiochus IX Cyzicenus koning van Syrië 116-96 v.Chr.                  | Antiochus IX Cyzicenus koning van Syrië 116-96 v.Chr.                  | Antiochus IX Cyzicenus koning van Syrië 116-96 v.Chr.                  |  |  | Cleopatra IV dochter van Ptolemaeus VIII van Egypte   | Cleopatra IV dochter van Ptolemaeus VIII van Egypte   | Cleopatra IV dochter van Ptolemaeus VIII van Egypte   | Cleopatra IV dochter van Ptolemaeus VIII van Egypte   | Cleopatra IV dochter van Ptolemaeus VIII van Egypte   | Cleopatra IV dochter van Ptolemaeus VIII van Egypte   |  |  | Alexander II Zabinas koning van Syrië 128-123 v.Chr.                     | Alexander II Zabinas koning van Syrië 128-123 v.Chr.                     | Alexander II Zabinas koning van Syrië 128-123 v.Chr.                     | Alexander II Zabinas koning van Syrië 128-123 v.Chr.                     | Alexander II Zabinas koning van Syrië 128-123 v.Chr.                     | Alexander II Zabinas koning van Syrië 128-123 v.Chr.                     |  |  |                                                     |                                                     |                                                     |                                                     |                                                     |                                                     |
|                                                         |                                                         |                                                         |                                                         |                                                         |                                                         |  |  | (1) Seleucus V Philometor medekoning van Syrië 126-125 v.Chr. | (1) Seleucus V Philometor medekoning van Syrië 126-125 v.Chr. | (1) Seleucus V Philometor medekoning van Syrië 126-125 v.Chr. | (1) Seleucus V Philometor medekoning van Syrië 126-125 v.Chr. | (1) Seleucus V Philometor medekoning van Syrië 126-125 v.Chr. | (1) Seleucus V Philometor medekoning van Syrië 126-125 v.Chr. |  |  | 1.Tryphaena dochter van Ptolemaeus VIII van Egypte                     | 1.Tryphaena dochter van Ptolemaeus VIII van Egypte                     | 1.Tryphaena dochter van Ptolemaeus VIII van Egypte                     | 1.Tryphaena dochter van Ptolemaeus VIII van Egypte                     | 1.Tryphaena dochter van Ptolemaeus VIII van Egypte                     | 1.Tryphaena dochter van Ptolemaeus VIII van Egypte                     |  |  | (1) Antiochus VIII Grypus medekoning van Syrië 125-122 v.Chr. koning van Syrië 122-96 v.Chr. | (1) Antiochus VIII Grypus medekoning van Syrië 125-122 v.Chr. koning van Syrië 122-96 v.Chr. | (1) Antiochus VIII Grypus medekoning van Syrië 125-122 v.Chr. koning van Syrië 122-96 v.Chr. | (1) Antiochus VIII Grypus medekoning van Syrië 125-122 v.Chr. koning van Syrië 122-96 v.Chr. | (1) Antiochus VIII Grypus medekoning van Syrië 125-122 v.Chr. koning van Syrië 122-96 v.Chr. | (1) Antiochus VIII Grypus medekoning van Syrië 125-122 v.Chr. koning van Syrië 122-96 v.Chr. |  |  | 2.Cleopatra Selene dochter van Ptolemaeus VIII van Egypte                               | 2.Cleopatra Selene dochter van Ptolemaeus VIII van Egypte                               | 2.Cleopatra Selene dochter van Ptolemaeus VIII van Egypte                               | 2.Cleopatra Selene dochter van Ptolemaeus VIII van Egypte                               | 2.Cleopatra Selene dochter van Ptolemaeus VIII van Egypte                               | 2.Cleopatra Selene dochter van Ptolemaeus VIII van Egypte                               |  |  | Antiochus IX Cyzicenus koning van Syrië 116-96 v.Chr.                  | Antiochus IX Cyzicenus koning van Syrië 116-96 v.Chr.                  | Antiochus IX Cyzicenus koning van Syrië 116-96 v.Chr.                  | Antiochus IX Cyzicenus koning van Syrië 116-96 v.Chr.                  | Antiochus IX Cyzicenus koning van Syrië 116-96 v.Chr.                  | Antiochus IX Cyzicenus koning van Syrië 116-96 v.Chr.                  |  |  | Cleopatra IV dochter van Ptolemaeus VIII van Egypte   | Cleopatra IV dochter van Ptolemaeus VIII van Egypte   | Cleopatra IV dochter van Ptolemaeus VIII van Egypte   | Cleopatra IV dochter van Ptolemaeus VIII van Egypte   | Cleopatra IV dochter van Ptolemaeus VIII van Egypte   | Cleopatra IV dochter van Ptolemaeus VIII van Egypte   |  |  | Alexander II Zabinas koning van Syrië 128-123 v.Chr.                     | Alexander II Zabinas koning van Syrië 128-123 v.Chr.                     | Alexander II Zabinas koning van Syrië 128-123 v.Chr.                     | Alexander II Zabinas koning van Syrië 128-123 v.Chr.                     | Alexander II Zabinas koning van Syrië 128-123 v.Chr.                     | Alexander II Zabinas koning van Syrië 128-123 v.Chr.                     |  |  |                                                     |                                                     |                                                     |                                                     |                                                     |                                                     |
|                                                         |                                                         |                                                         |                                                         |                                                         |                                                         |  |  |                                                               |                                                               |                                                               |                                                               |                                                               |                                                               |  |  |                                                                        |                                                                        |                                                                        |                                                                        |                                                                        |                                                                        |  |  |                                                                                              |                                                                                              |                                                                                              |                                                                                              |                                                                                              |                                                                                              |  |  |                                                                                         |                                                                                         |                                                                                         |                                                                                         |                                                                                         |                                                                                         |  |  |                                                                        |                                                                        |                                                                        |                                                                        |                                                                        |                                                                        |  |  |                                                       |                                                       |                                                       |                                                       |                                                       |                                                       |  |  |                                                                          |                                                                          |                                                                          |                                                                          |                                                                          |                                                                          |  |  |                                                     |                                                     |                                                     |                                                     |                                                     |                                                     |
|                                                         |                                                         |                                                         |                                                         |                                                         |                                                         |  |  |                                                               |                                                               |                                                               |                                                               |                                                               |                                                               |  |  |                                                                        |                                                                        |                                                                        |                                                                        |                                                                        |                                                                        |  |  |                                                                                              |                                                                                              |                                                                                              |                                                                                              |                                                                                              |                                                                                              |  |  |                                                                                         |                                                                                         |                                                                                         |                                                                                         |                                                                                         |                                                                                         |  |  |                                                                        |                                                                        |                                                                        |                                                                        |                                                                        |                                                                        |  |  |                                                       |                                                       |                                                       |                                                       |                                                       |                                                       |  |  |                                                                          |                                                                          |                                                                          |                                                                          |                                                                          |                                                                          |  |  |                                                     |                                                     |                                                     |                                                     |                                                     |                                                     |
| (1) Seleucus VI Epiphanes koning van Syrië 96-94 v.Chr. | (1) Seleucus VI Epiphanes koning van Syrië 96-94 v.Chr. | (1) Seleucus VI Epiphanes koning van Syrië 96-94 v.Chr. | (1) Seleucus VI Epiphanes koning van Syrië 96-94 v.Chr. | (1) Seleucus VI Epiphanes koning van Syrië 96-94 v.Chr. | (1) Seleucus VI Epiphanes koning van Syrië 96-94 v.Chr. |  |  | (1) Antiochus XI Epiphanes koning van Syrië 94-93 v.Chr.      | (1) Antiochus XI Epiphanes koning van Syrië 94-93 v.Chr.      | (1) Antiochus XI Epiphanes koning van Syrië 94-93 v.Chr.      | (1) Antiochus XI Epiphanes koning van Syrië 94-93 v.Chr.      | (1) Antiochus XI Epiphanes koning van Syrië 94-93 v.Chr.      | (1) Antiochus XI Epiphanes koning van Syrië 94-93 v.Chr.      |  |  | (1) Laodice VII Thea ∞ Mithridates I Callinicus koning van Commagene   | (1) Laodice VII Thea ∞ Mithridates I Callinicus koning van Commagene   | (1) Laodice VII Thea ∞ Mithridates I Callinicus koning van Commagene   | (1) Laodice VII Thea ∞ Mithridates I Callinicus koning van Commagene   | (1) Laodice VII Thea ∞ Mithridates I Callinicus koning van Commagene   | (1) Laodice VII Thea ∞ Mithridates I Callinicus koning van Commagene   |  |  | (1) Philippus I Philadelphus koning van Syrië 94-83/75 v.Chr.                                | (1) Philippus I Philadelphus koning van Syrië 94-83/75 v.Chr.                                | (1) Philippus I Philadelphus koning van Syrië 94-83/75 v.Chr.                                | (1) Philippus I Philadelphus koning van Syrië 94-83/75 v.Chr.                                | (1) Philippus I Philadelphus koning van Syrië 94-83/75 v.Chr.                                | (1) Philippus I Philadelphus koning van Syrië 94-83/75 v.Chr.                                |  |  | (1) Demetrius III Eucaerus koning van Syrië 96-87 v.Chr.                                | (1) Demetrius III Eucaerus koning van Syrië 96-87 v.Chr.                                | (1) Demetrius III Eucaerus koning van Syrië 96-87 v.Chr.                                | (1) Demetrius III Eucaerus koning van Syrië 96-87 v.Chr.                                | (1) Demetrius III Eucaerus koning van Syrië 96-87 v.Chr.                                | (1) Demetrius III Eucaerus koning van Syrië 96-87 v.Chr.                                |  |  | (1) Antiochus XII Dionysus koning van Syrië 87-82 v.Chr.               | (1) Antiochus XII Dionysus koning van Syrië 87-82 v.Chr.               | (1) Antiochus XII Dionysus koning van Syrië 87-82 v.Chr.               | (1) Antiochus XII Dionysus koning van Syrië 87-82 v.Chr.               | (1) Antiochus XII Dionysus koning van Syrië 87-82 v.Chr.               | (1) Antiochus XII Dionysus koning van Syrië 87-82 v.Chr.               |  |  | Antiochus X Eusebes koning van Syrië 95-92/88 v.Chr.  | Antiochus X Eusebes koning van Syrië 95-92/88 v.Chr.  | Antiochus X Eusebes koning van Syrië 95-92/88 v.Chr.  | Antiochus X Eusebes koning van Syrië 95-92/88 v.Chr.  | Antiochus X Eusebes koning van Syrië 95-92/88 v.Chr.  | Antiochus X Eusebes koning van Syrië 95-92/88 v.Chr.  |  |  | Cleopatra Selene dochter van Ptolemaeus VIII van Egypte                  | Cleopatra Selene dochter van Ptolemaeus VIII van Egypte                  | Cleopatra Selene dochter van Ptolemaeus VIII van Egypte                  | Cleopatra Selene dochter van Ptolemaeus VIII van Egypte                  | Cleopatra Selene dochter van Ptolemaeus VIII van Egypte                  | Cleopatra Selene dochter van Ptolemaeus VIII van Egypte                  |  |  |                                                     |                                                     |                                                     |                                                     |                                                     |                                                     |
| (1) Seleucus VI Epiphanes koning van Syrië 96-94 v.Chr. | (1) Seleucus VI Epiphanes koning van Syrië 96-94 v.Chr. | (1) Seleucus VI Epiphanes koning van Syrië 96-94 v.Chr. | (1) Seleucus VI Epiphanes koning van Syrië 96-94 v.Chr. | (1) Seleucus VI Epiphanes koning van Syrië 96-94 v.Chr. | (1) Seleucus VI Epiphanes koning van Syrië 96-94 v.Chr. |  |  | (1) Antiochus XI Epiphanes koning van Syrië 94-93 v.Chr.      | (1) Antiochus XI Epiphanes koning van Syrië 94-93 v.Chr.      | (1) Antiochus XI Epiphanes koning van Syrië 94-93 v.Chr.      | (1) Antiochus XI Epiphanes koning van Syrië 94-93 v.Chr.      | (1) Antiochus XI Epiphanes koning van Syrië 94-93 v.Chr.      | (1) Antiochus XI Epiphanes koning van Syrië 94-93 v.Chr.      |  |  | (1) Laodice VII Thea ∞ Mithridates I Callinicus koning van Commagene   | (1) Laodice VII Thea ∞ Mithridates I Callinicus koning van Commagene   | (1) Laodice VII Thea ∞ Mithridates I Callinicus koning van Commagene   | (1) Laodice VII Thea ∞ Mithridates I Callinicus koning van Commagene   | (1) Laodice VII Thea ∞ Mithridates I Callinicus koning van Commagene   | (1) Laodice VII Thea ∞ Mithridates I Callinicus koning van Commagene   |  |  | (1) Philippus I Philadelphus koning van Syrië 94-83/75 v.Chr.                                | (1) Philippus I Philadelphus koning van Syrië 94-83/75 v.Chr.                                | (1) Philippus I Philadelphus koning van Syrië 94-83/75 v.Chr.                                | (1) Philippus I Philadelphus koning van Syrië 94-83/75 v.Chr.                                | (1) Philippus I Philadelphus koning van Syrië 94-83/75 v.Chr.                                | (1) Philippus I Philadelphus koning van Syrië 94-83/75 v.Chr.                                |  |  | (1) Demetrius III Eucaerus koning van Syrië 96-87 v.Chr.                                | (1) Demetrius III Eucaerus koning van Syrië 96-87 v.Chr.                                | (1) Demetrius III Eucaerus koning van Syrië 96-87 v.Chr.                                | (1) Demetrius III Eucaerus koning van Syrië 96-87 v.Chr.                                | (1) Demetrius III Eucaerus koning van Syrië 96-87 v.Chr.                                | (1) Demetrius III Eucaerus koning van Syrië 96-87 v.Chr.                                |  |  | (1) Antiochus XII Dionysus koning van Syrië 87-82 v.Chr.               | (1) Antiochus XII Dionysus koning van Syrië 87-82 v.Chr.               | (1) Antiochus XII Dionysus koning van Syrië 87-82 v.Chr.               | (1) Antiochus XII Dionysus koning van Syrië 87-82 v.Chr.               | (1) Antiochus XII Dionysus koning van Syrië 87-82 v.Chr.               | (1) Antiochus XII Dionysus koning van Syrië 87-82 v.Chr.               |  |  | Antiochus X Eusebes koning van Syrië 95-92/88 v.Chr.  | Antiochus X Eusebes koning van Syrië 95-92/88 v.Chr.  | Antiochus X Eusebes koning van Syrië 95-92/88 v.Chr.  | Antiochus X Eusebes koning van Syrië 95-92/88 v.Chr.  | Antiochus X Eusebes koning van Syrië 95-92/88 v.Chr.  | Antiochus X Eusebes koning van Syrië 95-92/88 v.Chr.  |  |  | Cleopatra Selene dochter van Ptolemaeus VIII van Egypte                  | Cleopatra Selene dochter van Ptolemaeus VIII van Egypte                  | Cleopatra Selene dochter van Ptolemaeus VIII van Egypte                  | Cleopatra Selene dochter van Ptolemaeus VIII van Egypte                  | Cleopatra Selene dochter van Ptolemaeus VIII van Egypte                  | Cleopatra Selene dochter van Ptolemaeus VIII van Egypte                  |  |  |                                                     |                                                     |                                                     |                                                     |                                                     |                                                     |
|                                                         |                                                         |                                                         |                                                         |                                                         |                                                         |  |  |                                                               |                                                               |                                                               |                                                               |                                                               |                                                               |  |  |                                                                        |                                                                        |                                                                        |                                                                        |                                                                        |                                                                        |  |  |                                                                                              |                                                                                              |                                                                                              |                                                                                              |                                                                                              |                                                                                              |  |  |                                                                                         |                                                                                         |                                                                                         |                                                                                         |                                                                                         |                                                                                         |  |  |                                                                        |                                                                        |                                                                        |                                                                        |                                                                        |                                                                        |  |  |                                                       |                                                       |                                                       |                                                       |                                                       |                                                       |  |  |                                                                          |                                                                          |                                                                          |                                                                          |                                                                          |                                                                          |  |  |                                                     |                                                     |                                                     |                                                     |                                                     |                                                     |
|                                                         |                                                         |                                                         |                                                         |                                                         |                                                         |  |  |                                                               |                                                               |                                                               |                                                               |                                                               |                                                               |  |  |                                                                        |                                                                        |                                                                        |                                                                        |                                                                        |                                                                        |  |  |                                                                                              |                                                                                              |                                                                                              |                                                                                              |                                                                                              |                                                                                              |  |  |                                                                                         |                                                                                         |                                                                                         |                                                                                         |                                                                                         |                                                                                         |  |  |                                                                        |                                                                        |                                                                        |                                                                        |                                                                        |                                                                        |  |  |                                                       |                                                       |                                                       |                                                       |                                                       |                                                       |  |  |                                                                          |                                                                          |                                                                          |                                                                          |                                                                          |                                                                          |  |  |                                                     |                                                     |                                                     |                                                     |                                                     |                                                     |
|                                                         |                                                         |                                                         |                                                         |                                                         |                                                         |  |  |                                                               |                                                               |                                                               |                                                               |                                                               |                                                               |  |  |                                                                        |                                                                        |                                                                        |                                                                        |                                                                        |                                                                        |  |  | Philippus II Philoromaeus koning van Syrië 65-64 v.Chr.                                      | Philippus II Philoromaeus koning van Syrië 65-64 v.Chr.                                      | Philippus II Philoromaeus koning van Syrië 65-64 v.Chr.                                      | Philippus II Philoromaeus koning van Syrië 65-64 v.Chr.                                      | Philippus II Philoromaeus koning van Syrië 65-64 v.Chr.                                      | Philippus II Philoromaeus koning van Syrië 65-64 v.Chr.                                      |  |  |                                                                                         |                                                                                         |                                                                                         |                                                                                         |                                                                                         |                                                                                         |  |  | Antiochus XIII Asiaticus koning van Syrië 69-64 v.Chr.                 | Antiochus XIII Asiaticus koning van Syrië 69-64 v.Chr.                 | Antiochus XIII Asiaticus koning van Syrië 69-64 v.Chr.                 | Antiochus XIII Asiaticus koning van Syrië 69-64 v.Chr.                 | Antiochus XIII Asiaticus koning van Syrië 69-64 v.Chr.                 | Antiochus XIII Asiaticus koning van Syrië 69-64 v.Chr.                 |  |  | Seleucus VII Philometor koning van Syrië 83-69 v.Chr. | Seleucus VII Philometor koning van Syrië 83-69 v.Chr. | Seleucus VII Philometor koning van Syrië 83-69 v.Chr. | Seleucus VII Philometor koning van Syrië 83-69 v.Chr. | Seleucus VII Philometor koning van Syrië 83-69 v.Chr. | Seleucus VII Philometor koning van Syrië 83-69 v.Chr. |  |  | Berenice IV dochter van Ptolemaeus XII van Egypte                        | Berenice IV dochter van Ptolemaeus XII van Egypte                        | Berenice IV dochter van Ptolemaeus XII van Egypte                        | Berenice IV dochter van Ptolemaeus XII van Egypte                        | Berenice IV dochter van Ptolemaeus XII van Egypte                        | Berenice IV dochter van Ptolemaeus XII van Egypte                        |  |  |                                                     |                                                     |                                                     |                                                     |                                                     |                                                     |
|                                                         |                                                         |                                                         |                                                         |                                                         |                                                         |  |  |                                                               |                                                               |                                                               |                                                               |                                                               |                                                               |  |  |                                                                        |                                                                        |                                                                        |                                                                        |                                                                        |                                                                        |  |  | Philippus II Philoromaeus koning van Syrië 65-64 v.Chr.                                      | Philippus II Philoromaeus koning van Syrië 65-64 v.Chr.                                      | Philippus II Philoromaeus koning van Syrië 65-64 v.Chr.                                      | Philippus II Philoromaeus koning van Syrië 65-64 v.Chr.                                      | Philippus II Philoromaeus koning van Syrië 65-64 v.Chr.                                      | Philippus II Philoromaeus koning van Syrië 65-64 v.Chr.                                      |  |  |                                                                                         |                                                                                         |                                                                                         |                                                                                         |                                                                                         |                                                                                         |  |  | Antiochus XIII Asiaticus koning van Syrië 69-64 v.Chr.                 | Antiochus XIII Asiaticus koning van Syrië 69-64 v.Chr.                 | Antiochus XIII Asiaticus koning van Syrië 69-64 v.Chr.                 | Antiochus XIII Asiaticus koning van Syrië 69-64 v.Chr.                 | Antiochus XIII Asiaticus koning van Syrië 69-64 v.Chr.                 | Antiochus XIII Asiaticus koning van Syrië 69-64 v.Chr.                 |  |  | Seleucus VII Philometor koning van Syrië 83-69 v.Chr. | Seleucus VII Philometor koning van Syrië 83-69 v.Chr. | Seleucus VII Philometor koning van Syrië 83-69 v.Chr. | Seleucus VII Philometor koning van Syrië 83-69 v.Chr. | Seleucus VII Philometor koning van Syrië 83-69 v.Chr. | Seleucus VII Philometor koning van Syrië 83-69 v.Chr. |  |  | Berenice IV dochter van Ptolemaeus XII van Egypte                        | Berenice IV dochter van Ptolemaeus XII van Egypte                        | Berenice IV dochter van Ptolemaeus XII van Egypte                        | Berenice IV dochter van Ptolemaeus XII van Egypte                        | Berenice IV dochter van Ptolemaeus XII van Egypte                        | Berenice IV dochter van Ptolemaeus XII van Egypte                        |  |  |                                                     |                                                     |                                                     |                                                     |                                                     |                                                     |

## Moderne literatuur
- O. Hoover, "Revised Chronology for the Late Seleucids at Antioch (121/0-64 BC)" in: Historia 65/3 (2007) 280-301
- Amelie Kuhrt en Susan Sherwin-White, From Samarkhand to Sardis. A new approach to the Seleucid empire (1993 Londen)